# Morti nel 1977

## Gennaio(114)
- 1º gennaio - Hamilton MacFadden, regista, attore e sceneggiatore statunitense (n. 1901)
- 2 gennaio - Renée Chemet, violinista francese (n. 1887)
- 2 gennaio - Pete Cross, cestista statunitense (n. 1948)
- 2 gennaio - Erroll Garner, pianista statunitense (n. 1921)
- 2 gennaio - Dilermando Reis, chitarrista, compositore e insegnante brasiliano (n. 1916)
- 3 gennaio - Tom Gries, regista, sceneggiatore e produttore cinematografico statunitense (n. 1922)
- 3 gennaio - Paolo Scheidler, calciatore italiano (n. 1891)
- 4 gennaio - Ibrahim Biçakçiu, politico albanese (n. 1905)
- 4 gennaio - Achille Campanile, scrittore e drammaturgo italiano (n. 1899)
- 4 gennaio - Giorgio Alessandro Conighi, ingegnere e vigile del fuoco italiano (n. 1892)
- 4 gennaio - Eetu Huupponen, lottatore finlandese (n. 1898)
- 4 gennaio - Sigfrid Lindberg, calciatore svedese (n. 1897)
- 4 gennaio - Margherita di Svezia, principessa svedese (n. 1899)
- 4 gennaio - Karel Vladimir Truhlar, teologo, poeta e gesuita sloveno (n. 1912)
- 6 gennaio - Maria Teresa Cau, cantautrice italiana (n. 1944)
- 6 gennaio - Douglas Eric Holland-Martin, ammiraglio britannico (n. 1906)
- 6 gennaio - Niall MacGinnis, attore irlandese (n. 1913)
- 6 gennaio - Franco Pisano, compositore, direttore d'orchestra e chitarrista italiano (n. 1922)
- 6 gennaio - Luigi Davide Roveda, calciatore italiano (n. 1900)
- 6 gennaio - Gerda Walther, filosofa e parapsicologa tedesca (n. 1897)
- 7 gennaio - Janus Braspennincx, pistard olandese (n. 1903)
- 7 gennaio - Ennio Iacobucci, fotoreporter italiano (n. 1940)
- 7 gennaio - Remigio Paone, regista teatrale, produttore teatrale e direttore teatrale italiano (n. 1899)
- 7 gennaio - Pere Pruna, pittore spagnolo (n. 1904)
- 8 gennaio - Angelo Carboni, avvocato e politico italiano (n. 1891)
- 8 gennaio - Lando Ferretti, politico, giornalista e dirigente sportivo italiano (n. 1895)
- 8 gennaio - Charles Frend, regista e montatore britannico (n. 1909)
- 8 gennaio - Horst von Mellenthin, generale tedesco (n. 1898)
- 8 gennaio - Aldo Rossini, militare e politico italiano (n. 1888)
- 9 gennaio - Letizia Quaranta, attrice italiana (n. 1892)
- 10 gennaio - Cristina Campo, scrittrice, poetessa e traduttrice italiana (n. 1923)
- 10 gennaio - Nino Lamboglia, archeologo italiano (n. 1912)
- 10 gennaio - Ernest Archibald McNab, militare canadese (n. 1906)
- 10 gennaio - Julius Stern, produttore cinematografico tedesco (n. 1886)
- 10 gennaio - Günther Stoll, attore tedesco (n. 1924)
- 10 gennaio - Jean Taris, nuotatore francese (n. 1909)
- 11 gennaio - Elio Talarico, medico, scrittore e drammaturgo italiano (n. 1907)
- 12 gennaio - Henri-Georges Clouzot, regista, sceneggiatore e produttore cinematografico francese (n. 1907)
- 12 gennaio - Carlo Dalla Zorza, pittore e incisore italiano (n. 1903)
- 12 gennaio - Jurij Vladimirovič Solov'ëv, danzatore sovietico (n. 1940)
- 13 gennaio - Henri Langlois, archivista, restauratore e critico cinematografico francese (n. 1914)
- 13 gennaio - Bruno Rizzi, politico italiano (n. 1901)
- 13 gennaio - Anthony Santasiere, scacchista statunitense (n. 1904)
- 13 gennaio - Antonio Vila-Coro, pallanuotista spagnolo (n. 1895)
- 14 gennaio - Luigi Asti, allenatore di calcio e calciatore italiano (n. 1922)
- 14 gennaio - Johnny Bianco, cestista, giocatore di baseball e allenatore di pallacanestro statunitense (n. 1920)
- 14 gennaio - Anthony Eden, politico, militare e nobile britannico (n. 1897)
- 14 gennaio - Peter Finch, attore australiano (n. 1916)
- 14 gennaio - Anaïs Nin, scrittrice statunitense (n. 1903)
- 15 gennaio - Hans Alser, tennistavolista svedese (n. 1942)
- 15 gennaio - Giuseppe Caronia, politico e pediatra italiano (n. 1884)
- 15 gennaio - Giulio Alfredo Maccacaro, medico, biologo e partigiano italiano (n. 1924)
- 15 gennaio - Gustaf Mattsson, mezzofondista e siepista svedese (n. 1893)
- 15 gennaio - Primo Savani, avvocato, politico e partigiano italiano (n. 1897)
- 17 gennaio - Maria Antonietta Avanzo, pilota automobilistica italiana (n. 1889)
- 17 gennaio - Gary Gilmore, criminale statunitense (n. 1940)
- 17 gennaio - Earl Girard, giocatore di football americano statunitense (n. 1927)
- 17 gennaio - Dougal Haston, alpinista britannico (n. 1940)
- 17 gennaio - Rolf Schott, storico dell'arte e scrittore tedesco (n. 1891)
- 18 gennaio - Džemal Bijedić, politico jugoslavo (n. 1917)
- 18 gennaio - Leo Close, religioso e atleta paralimpico irlandese (n. 1934)
- 18 gennaio - Libero D'Orsi, archeologo italiano (n. 1888)
- 18 gennaio - Waldemar Klingelhöfer, agente segreto tedesco (n. 1900)
- 18 gennaio - Leopold Nitsch, allenatore di calcio e calciatore austriaco (n. 1897)
- 18 gennaio - Yvonne Printemps, cantante e attrice francese (n. 1894)
- 18 gennaio - Luciano Re Cecconi, calciatore italiano (n. 1948)
- 18 gennaio - Pippi Starace, pittore italiano (n. 1904)
- 18 gennaio - Carl Zuckmayer, scrittore, drammaturgo e sceneggiatore tedesco (n. 1896)
- 19 gennaio - Edita Broglio, pittrice lettone (n. 1886)
- 19 gennaio - Émile Gilioli, scultore francese (n. 1911)
- 19 gennaio - Cesare Rosasco, militare italiano (n. 1892)
- 20 gennaio - Francesco Fabbri, politico italiano (n. 1921)
- 20 gennaio - Nicola Furlotti, militare italiano (n. 1901)
- 20 gennaio - Dimitrios Kiousopoulos, magistrato greco (n. 1892)
- 20 gennaio - David Shaw, calciatore e allenatore di calcio scozzese (n. 1917)
- 20 gennaio - Giustino Valmarana, politico italiano (n. 1898)
- 21 gennaio - Aldemar, calciatore brasiliano (n. 1931)
- 21 gennaio - Armando La Rosa Parodi, direttore d'orchestra e compositore italiano (n. 1904)
- 21 gennaio - Benjamin Travis Laney, politico statunitense (n. 1896)
- 21 gennaio - Karel Mauser, poeta e scrittore sloveno (n. 1918)
- 21 gennaio - Sandro Penna, poeta italiano (n. 1906)
- 22 gennaio - Franco Costa, arcivescovo cattolico italiano (n. 1904)
- 22 gennaio - Vilém Gajdušek, ottico ceco (n. 1895)
- 22 gennaio - Thomas Kapatos, criminale statunitense (n. 1915)
- 22 gennaio - Maysa, cantante, cantautrice e attrice brasiliana (n. 1936)
- 22 gennaio - Pascual Pérez, pugile argentino (n. 1926)
- 22 gennaio - Johannes Terwogt, canottiere olandese (n. 1878)
- 22 gennaio - Guglielmo Ulrich, architetto e designer italiano (n. 1904)
- 22 gennaio - Heinrich Weber, calciatore tedesco (n. 1900)
- 23 gennaio - Giuseppe Basile, politico e avvocato italiano (n. 1886)
- 23 gennaio - Mario Giorgini, ammiraglio italiano (n. 1900)
- 23 gennaio - György Molnár, calciatore ungherese (n. 1901)
- 24 gennaio - Giovanni Cervi, ciclista su strada italiano (n. 1886)
- 24 gennaio - Marc Detton, canottiere francese (n. 1901)
- 25 gennaio - Edward Small, produttore cinematografico statunitense (n. 1891)
- 26 gennaio - Filopimin Finos, produttore cinematografico greco (n. 1908)
- 26 gennaio - Margaret Hayes, attrice statunitense (n. 1913)
- 26 gennaio - Dietrich von Hildebrand, teologo e filosofo tedesco (n. 1889)
- 27 gennaio - Walter Baldwin, attore statunitense (n. 1889)
- 27 gennaio - Alessandro Zenatello, pittore italiano (n. 1891)
- 28 gennaio - Marziano Barbieri, calciatore italiano (n. 1901)
- 28 gennaio - Burt Mustin, attore statunitense (n. 1884)
- 28 gennaio - Pasquale Pasquini, biologo e zoologo italiano (n. 1901)
- 28 gennaio - Benito Quinquela Martín, pittore argentino (n. 1890)
- 29 gennaio - Bob Brown, fumettista statunitense (n. 1915)
- 29 gennaio - Eugenio Bussa, presbitero italiano (n. 1904)
- 29 gennaio - José Naya, calciatore uruguaiano (n. 1896)
- 29 gennaio - Freddie Prinze, comico e attore statunitense (n. 1954)
- 30 gennaio - Salvatore Matarrese, imprenditore e dirigente d'azienda italiano (n. 1908)
- 30 gennaio - Vicente Merino Bielich, politico cileno (n. 1889)
- 30 gennaio - Renato Tozzi Condivi, politico e avvocato italiano (n. 1902)
- 31 gennaio - Daniel Mainwaring, scrittore e sceneggiatore statunitense (n. 1902)
- 31 gennaio - Giacomo Palombella, arcivescovo cattolico italiano (n. 1898)
- 31 gennaio - Adriano Zanaga, ciclista su strada italiano (n. 1896)

## Febbraio(100)
- 1º febbraio - Edmond Hamilton, scrittore di fantascienza statunitense (n. 1904)
- 1º febbraio - Eric Weil, filosofo tedesco (n. 1904)
- 2 febbraio - Hans Bohnenkamp, pedagogista tedesco (n. 1893)
- 2 febbraio - Lino Fregosi, calciatore italiano (n. 1916)
- 2 febbraio - Erzsi Simor, attrice ungherese (n. 1913)
- 3 febbraio - Francesco Alziator, antropologo, filologo e letterato italiano (n. 1909)
- 3 febbraio - Salvatore Castagna, generale italiano (n. 1897)
- 3 febbraio - Gil Dodds, mezzofondista statunitense (n. 1918)
- 3 febbraio - E.B. Henderson, insegnante statunitense (n. 1883)
- 3 febbraio - Pauline Starke, attrice statunitense (n. 1901)
- 3 febbraio - Tafari Bante, politico e generale etiope (n. 1921)
- 4 febbraio - Archie Butler, attore e stuntman statunitense (n. 1911)
- 4 febbraio - Luis Gutiérrez Soto, architetto spagnolo (n. 1900)
- 4 febbraio - Brett Halliday, scrittore statunitense (n. 1904)
- 5 febbraio - Francisco Ballester, calciatore spagnolo (n. 1946)
- 5 febbraio - Edith Ewing Bouvier Beale, socialite statunitense (n. 1895)
- 5 febbraio - Oskar Klein, fisico svedese (n. 1894)
- 5 febbraio - Robert Mohr, poliziotto e militare tedesco (n. 1897)
- 5 febbraio - Betty Taylor, ostacolista canadese (n. 1916)
- 6 febbraio - Renato Barborini, poliziotto italiano (n. 1950)
- 6 febbraio - Luigi D'Andrea, militare italiano (n. 1945)
- 6 febbraio - Hermann Felsner, calciatore e allenatore di calcio austriaco (n. 1889)
- 6 febbraio - Gustave Gilbert, psicologo statunitense (n. 1911)
- 7 febbraio - James Keller, presbitero e missionario statunitense (n. 1900)
- 7 febbraio - Eugenio Angelo Lotti, pittore italiano (n. 1916)
- 7 febbraio - Manuel Soeiro, calciatore portoghese (n. 1909)
- 8 febbraio - Denis Amiel, drammaturgo, scrittore e critico teatrale francese (n. 1884)
- 8 febbraio - Olinda Bozán, attrice argentina (n. 1894)
- 9 febbraio - Sergej Vladimirovič Il'jušin, ingegnere sovietico (n. 1894)
- 9 febbraio - Buddy Johnson, pianista e compositore statunitense (n. 1915)
- 9 febbraio - Ma Buqing, generale cinese (n. 1901)
- 9 febbraio - Ove Nielsen, cestista e pallamanista danese (n. 1919)
- 9 febbraio - 'Alia al-Husayn, regina giordana (n. 1948)
- 10 febbraio - Frank Bompensiero, mafioso statunitense (n. 1905)
- 10 febbraio - Federico Patellani, fotografo e regista italiano (n. 1911)
- 10 febbraio - Rickard Sarby, velista svedese (n. 1912)
- 10 febbraio - Grace Mary Williams, compositrice gallese (n. 1906)
- 11 febbraio - Fakhruddin Ali Ahmed, politico indiano (n. 1905)
- 11 febbraio - Louis Beel, politico olandese (n. 1902)
- 11 febbraio - Luigi Bertolini, allenatore di calcio e calciatore italiano (n. 1904)
- 11 febbraio - Alain Escoffier, attivista francese (n. 1949)
- 11 febbraio - Rudolf Kos, calciatore cecoslovacco (n. 1910)
- 12 febbraio - Gerry Davey, hockeista su ghiaccio e allenatore di hockey su ghiaccio britannico (n. 1914)
- 12 febbraio - Herman Dooyeweerd, filosofo olandese (n. 1894)
- 12 febbraio - Stanislas Idzikowski, ballerino polacco (n. 1894)
- 12 febbraio - Duilio Rallo, calciatore e allenatore di calcio italiano (n. 1916)
- 13 febbraio - Jacques Félix Emmanuel Bouxin, ammiraglio francese (n. 1888)
- 13 febbraio - James Ford, attore statunitense (n. 1903)
- 13 febbraio - Manuel T. Gonzaullas, agente di polizia statunitense (n. 1891)
- 13 febbraio - Carolina Maria de Jesus, scrittrice, poetessa e compositrice brasiliana (n. 1914)
- 14 febbraio - Vilém Červený, allenatore di calcio e calciatore cecoslovacco (n. 1908)
- 14 febbraio - Ok Formenoij, calciatore olandese (n. 1899)
- 14 febbraio - Sydney Jacob, tennista indiano (n. 1879)
- 14 febbraio - Gianni Mattioli, collezionista d'arte italiano (n. 1903)
- 14 febbraio - Roberto Sternisa, calciatore italiano (n. 1905)
- 15 febbraio - Isaak Jefremovyč Boleslavs'kyj, scacchista sovietico (n. 1919)
- 15 febbraio - Lūcija Garūta, pianista, poeta e compositrice sovietica (n. 1902)
- 16 febbraio - André Gardère, schermidore francese (n. 1913)
- 16 febbraio - Carlos Pellicer, poeta e archeologo messicano (n. 1897)
- 16 febbraio - Rózsa Péter, matematica ungherese (n. 1905)
- 16 febbraio - Silvio Scaroni, generale e aviatore italiano (n. 1893)
- 16 febbraio - Remo Vigorelli, politico, banchiere e dirigente d'azienda italiano (n. 1893)
- 17 febbraio - Edward G. Boyle, scenografo canadese (n. 1899)
- 18 febbraio - Andy Devine, attore statunitense (n. 1905)
- 18 febbraio - Ralph Graves, attore, sceneggiatore e regista statunitense (n. 1900)
- 18 febbraio - Blinky Palermo, pittore tedesco (n. 1943)
- 18 febbraio - Aroldo Soffritti, militare e aviatore italiano (n. 1913)
- 19 febbraio - Ferdinando Contini, calciatore italiano (n. 1900)
- 19 febbraio - Clely Fiamma, attrice e cantante italiana (n. 1914)
- 19 febbraio - Osvaldo Martini, calciatore italiano (n. 1911)
- 19 febbraio - Mario Toselli, calciatore e allenatore di calcio italiano (n. 1897)
- 20 febbraio - Jean Capelle, calciatore belga (n. 1913)
- 20 febbraio - Luciano Vendemini, cestista italiano (n. 1952)
- 20 febbraio - Alberto Vianello, poeta, ingegnere e bibliotecario italiano (n. 1902)
- 21 febbraio - Lanfranco Alberico, calciatore italiano (n. 1917)
- 21 febbraio - John Hubley, regista, sceneggiatore e animatore statunitense (n. 1914)
- 21 febbraio - Henry Jordan, giocatore di football americano statunitense (n. 1935)
- 22 febbraio - Edith Barrett, attrice statunitense (n. 1907)
- 22 febbraio - Livio Linzi, calciatore italiano (n. 1921)
- 23 febbraio - Gino Ansaloni, calciatore italiano (n. 1910)
- 23 febbraio - Hugo Johansson, tiratore a segno svedese (n. 1887)
- 24 febbraio - Louis Clarke, velocista statunitense (n. 1901)
- 24 febbraio - Shannon Day, attrice statunitense (n. 1896)
- 24 febbraio - Paolo Filiasi Carcano, filosofo italiano (n. 1911)
- 24 febbraio - Jeanne Vaussard, tennista francese (n. 1891)
- 25 febbraio - Giorgio Carlo Calvi di Bergolo, nobile e generale italiano (n. 1887)
- 25 febbraio - Patricia Haines, attrice britannica (n. 1932)
- 25 febbraio - Robert P. McCulloch, imprenditore e inventore statunitense (n. 1911)
- 25 febbraio - The Teng Chun, regista, produttore cinematografico e sceneggiatore indonesiano (n. 1902)
- 25 febbraio - Bertel Ulrichsen, calciatore norvegese (n. 1901)
- 26 febbraio - Carlo Antognini, critico letterario, critico d'arte e editore italiano (n. 1937)
- 26 febbraio - Natale Capellaro, ingegnere italiano (n. 1902)
- 26 febbraio - Sherman Garnes, cantante statunitense (n. 1940)
- 26 febbraio - Lotte Neumann, attrice, sceneggiatrice e produttrice cinematografica tedesca (n. 1896)
- 26 febbraio - Bukka White, cantante e chitarrista statunitense (n. 1906)
- 27 febbraio - Berthe Bovy, attrice belga (n. 1887)
- 27 febbraio - John Dickson Carr, scrittore statunitense (n. 1906)
- 27 febbraio - Allison Hayes, attrice e modella statunitense (n. 1930)
- 28 febbraio - Eddie "Rochester" Anderson, attore statunitense (n. 1905)
- 28 febbraio - Paul Lemmerz, imprenditore tedesco (n. 1907)

## Marzo(114)
- 1º marzo - Pietro Francisci, regista e sceneggiatore italiano (n. 1906)
- 1º marzo - Robert Girardet, velista francese (n. 1893)
- 2 marzo - Giambattista Bietti, oculista italiano (n. 1907)
- 3 marzo - Brian Faulkner, politico britannico (n. 1921)
- 4 marzo - Doina Badea, cantante rumena (n. 1940)
- 4 marzo - Nancy Tyson Burbidge, botanica, ambientalista e religiosa britannica (n. 1912)
- 4 marzo - Andrés Caicedo, scrittore, drammaturgo e sceneggiatore colombiano (n. 1951)
- 4 marzo - Toma Caragiu, attore rumeno (n. 1925)
- 4 marzo - Simeone Cattalinich, canottiere italiano (n. 1889)
- 4 marzo - Amato Garbini, truccatore e attore italiano (n. 1915)
- 4 marzo - Anita Mondolfo, bibliotecaria e paleografa italiana (n. 1886)
- 4 marzo - Lutz Graf Schwerin von Krosigk, politico tedesco (n. 1887)
- 5 marzo - Albert Andersson, ginnasta, multiplista e ostacolista svedese (n. 1902)
- 5 marzo - Giacinto Giubasso, calciatore italiano (n. 1906)
- 5 marzo - Tom Pryce, pilota automobilistico britannico (n. 1949)
- 6 marzo - Carlo Battisti, glottologo, linguista e bibliotecario italiano (n. 1882)
- 6 marzo - Grațian Sepi, calciatore rumeno (n. 1910)
- 8 marzo - Henry Hull, attore statunitense (n. 1890)
- 8 marzo - Jean Cézard, fumettista e sceneggiatore francese (n. 1924)
- 9 marzo - Mario Giacomi, calciatore italiano (n. 1949)
- 9 marzo - Francesco Loi, ginnasta italiano (n. 1891)
- 9 marzo - Ulises Poirier, calciatore cileno (n. 1897)
- 9 marzo - Guglielmina Setti, critica cinematografica italiana (n. 1892)
- 10 marzo - E. Power Biggs, organista e clavicembalista britannico (n. 1906)
- 10 marzo - Enrico Castelli, filosofo italiano (n. 1900)
- 10 marzo - Renato Morelli, politico e avvocato italiano (n. 1905)
- 10 marzo - Ingar Pedersen, calciatore norvegese (n. 1898)
- 10 marzo - José Perácio, calciatore brasiliano (n. 1917)
- 11 marzo - Willie Bauld, calciatore scozzese (n. 1928)
- 11 marzo - Carlo Felice Buzio, ingegnere, inventore e imprenditore italiano (n. 1886)
- 11 marzo - Walter Hartmann, generale tedesco (n. 1891)
- 11 marzo - Ferenc Kónya, allenatore di calcio e calciatore ungherese (n. 1892)
- 11 marzo - Alberto Rodríguez Larreta, pilota automobilistico argentino (n. 1934)
- 11 marzo - Willem Schermerhorn, politico olandese (n. 1894)
- 12 marzo - Basil Brown, astronomo e archeologo britannico (n. 1888)
- 12 marzo - Giuseppe Ciotta, poliziotto italiano (n. 1947)
- 12 marzo - George Eldredge, attore statunitense (n. 1898)
- 12 marzo - Rocco Gatto, imprenditore italiano (n. 1926)
- 13 marzo - Mario Ciamberlini, arbitro di calcio italiano (n. 1900)
- 13 marzo - Giacomino Costa, armatore, imprenditore e dirigente d'azienda italiano (n. 1905)
- 13 marzo - Jan Patočka, filosofo ceco (n. 1907)
- 14 marzo - Heraldo Bezerra, calciatore brasiliano (n. 1945)
- 14 marzo - Helen Ferguson, attrice statunitense (n. 1901)
- 14 marzo - Fannie Lou Hamer, attivista statunitense (n. 1917)
- 14 marzo - Shan Mao, attore hongkonghese (n. 1944)
- 15 marzo - Hubert Aquin, scrittore, regista e saggista canadese (n. 1929)
- 15 marzo - Antonino Rocca, wrestler italiano (n. 1927)
- 15 marzo - Virgilio Milani, scultore italiano (n. 1888)
- 15 marzo - Marg Moll, pittrice e scultrice tedesca (n. 1884)
- 16 marzo - Luigi Galetti, calciatore italiano (n. 1909)
- 16 marzo - Kamal Jumblatt, politico libanese (n. 1917)
- 16 marzo - Cecil Woodham-Smith, storica e biografa britannica (n. 1896)
- 17 marzo - Domenico Allasia, ciclista su strada italiano (n. 1893)
- 17 marzo - Luigi Freddi, giornalista e politico italiano (n. 1895)
- 17 marzo - Godfrey Okoye, vescovo cattolico nigeriano (n. 1915)
- 17 marzo - Mario Siletti, attore italiano (n. 1897)
- 18 marzo - Aldo Bertini, filosofo e critico d'arte italiano (n. 1906)
- 18 marzo - Billy Kingdon, allenatore di calcio e calciatore inglese (n. 1907)
- 18 marzo - Marien Ngouabi, politico e militare della Repubblica del Congo (n. 1938)
- 18 marzo - José Carlos Pace, pilota automobilistico brasiliano (n. 1944)
- 19 marzo - Ettore Crovini, politico, antifascista e partigiano italiano (n. 1895)
- 19 marzo - Pehr Edman, biochimico svedese (n. 1916)
- 19 marzo - Gil Turner, animatore, fumettista e regista statunitense (n. 1913)
- 19 marzo - Edmond De Weck, calciatore svizzero (n. 1901)
- 20 marzo - Mario De Benedetti, ciclista su strada e imprenditore italiano (n. 1915)
- 20 marzo - Peter Houseman, calciatore inglese (n. 1945)
- 20 marzo - Charles Lyttelton, X visconte Cobham, ufficiale e politico britannico (n. 1909)
- 20 marzo - Terukuni Manzō, lottatore di sumo giapponese (n. 1919)
- 20 marzo - Roberto Emílio da Cunha, calciatore brasiliano (n. 1912)
- 20 marzo - Emilio Sereni, scrittore, partigiano e politico italiano (n. 1907)
- 21 marzo - Franco Russoli, museologo, critico d'arte e storico dell'arte italiano (n. 1923)
- 21 marzo - Kinuyo Tanaka, attrice e regista giapponese (n. 1909)
- 21 marzo - William Cavendish-Bentinck, VII duca di Portland, politico inglese (n. 1893)
- 21 marzo - Herbert van Blarcom Acker, pittore statunitense (n. 1895)
- 22 marzo - Baynard Kendrick, scrittore statunitense (n. 1894)
- 22 marzo - Enea Navarini, generale italiano (n. 1885)
- 23 marzo - Giorgio Amati, ingegnere italiano (n. 1920)
- 23 marzo - Emile Biayenda, cardinale e arcivescovo cattolico della Repubblica del Congo (n. 1927)
- 23 marzo - Arnaud Dornon, ammiraglio francese (n. 1889)
- 23 marzo - Bennie Green, trombonista statunitense (n. 1923)
- 23 marzo - Gustav Münzberger, militare tedesco (n. 1903)
- 23 marzo - Joe Stydahar, giocatore di football americano e allenatore di football americano statunitense (n. 1912)
- 24 marzo - Guido Galletti, scultore italiano (n. 1893)
- 24 marzo - Maksim Zacharovič Saburov, politico, ingegnere e economista sovietico (n. 1900)
- 25 marzo - Nunnally Johnson, regista statunitense (n. 1897)
- 25 marzo - Boris Semënovič Markov, attore e regista sovietico (n. 1924)
- 25 marzo - Alphonse Massamba-Débat, politico della Repubblica del Congo (n. 1921)
- 25 marzo - Rodolfo Walsh, giornalista e scrittore argentino (n. 1927)
- 26 marzo - Mwambutsa Bangiricenge, re burundese (n. 1912)
- 26 marzo - Justinian Marina, arcivescovo ortodosso rumeno (n. 1901)
- 26 marzo - Ivan Stodola, scrittore, drammaturgo e medico slovacco (n. 1888)
- 26 marzo - Nando Vitali, scrittore, drammaturgo e poeta italiano (n. 1898)
- 27 marzo - Diana Hyland, attrice statunitense (n. 1936)
- 27 marzo - Juan Marinello, scrittore e politico cubano (n. 1898)
- 27 marzo - Eve Meyer, attrice, modella e produttrice cinematografica statunitense (n. 1928)
- 27 marzo - Ugo Ortona, pittore e incisore italiano (n. 1888)
- 27 marzo - Ignazio Stella, pugile italiano (n. 1907)
- 27 marzo - Jacob Louis Veldhuyzen van Zanten, aviatore olandese (n. 1927)
- 28 marzo - Gino Baghetti, attore e doppiatore italiano (n. 1901)
- 28 marzo - Felice Battaglia, giurista e filosofo italiano (n. 1902)
- 28 marzo - Eric Shipton, alpinista e esploratore britannico (n. 1907)
- 29 marzo - Rolando Bugatti, imprenditore italiano (n. 1922)
- 29 marzo - Georgij de Morenšil'd, geologo russo (n. 1911)
- 29 marzo - Charles Nicoletti, mafioso statunitense (n. 1916)
- 29 marzo - August Wittmann, generale tedesco (n. 1895)
- 29 marzo - Eugen Wüster, esperantista e linguista austriaco (n. 1898)
- 30 marzo - Christian Busch, ginnasta e multiplista tedesco (n. 1880)
- 30 marzo - Emilín, calciatore spagnolo (n. 1912)
- 30 marzo - Abd el-Halim Hafez, cantante e attore egiziano (n. 1929)
- 30 marzo - Antonio Parascandola, vulcanologo e mineralogista italiano (n. 1902)
- 31 marzo - Luigi Bajardi, allenatore di calcio e calciatore italiano (n. 1904)
- 31 marzo - Elvira Poli, ingegnera italiana (n. 1893)
- 31 marzo - Cecil Fagan, nuotatore e pallanuotista irlandese (n. 1899)
- 31 marzo - Karel Kopecký, calciatore cecoslovacco (n. 1921)

## Aprile(97)
- 1º aprile - Vincenzo Caruso, carabiniere italiano (n. 1950)
- 1º aprile - Stefano Condello, carabiniere italiano (n. 1930)
- 1º aprile - Umberto Natali e Amina Nuget, italiano (n. 1900)
- 1º aprile - Cyril Radcliffe, politico britannico (n. 1899)
- 2 aprile - Carlo Colonna di Paliano, politico italiano (n. 1901)
- 2 aprile - Oscar Olstad, ginnasta norvegese (n. 1887)
- 3 aprile - Wilhelm Boger, militare tedesco (n. 1906)
- 3 aprile - Randy Cleek, pilota motociclistico statunitense (n. 1955)
- 3 aprile - Ursula Grabley, attrice e doppiatrice tedesca (n. 1908)
- 4 aprile - Andrea Gregar, allenatore di calcio e calciatore italiano (n. 1900)
- 5 aprile - Carlos Prío Socarrás, politico cubano (n. 1903)
- 6 aprile - Pat Evans, pilota motociclistico statunitense (n. 1955)
- 6 aprile - Francesco Lami, politico italiano (n. 1910)
- 7 aprile - Siegfried Buback, magistrato tedesco (n. 1920)
- 7 aprile - Otto Gold, pattinatore artistico su ghiaccio cecoslovacco (n. 1909)
- 7 aprile - Sheina Marshall, biologa scozzese (n. 1896)
- 7 aprile - Karl Ritter, regista, produttore cinematografico e sceneggiatore tedesco (n. 1888)
- 7 aprile - Jim Thompson, scrittore e sceneggiatore statunitense (n. 1906)
- 7 aprile - Alberto Tiberti, calciatore italiano (n. 1911)
- 8 aprile - Hermann Fränkel, filologo classico tedesco (n. 1888)
- 8 aprile - Dezső Gencsy, calciatore e allenatore di calcio ungherese (n. 1897)
- 8 aprile - Hans Pulver, allenatore di calcio e calciatore svizzero (n. 1902)
- 8 aprile - Philibert Smellinckx, calciatore belga (n. 1911)
- 8 aprile - Stefanija Ivanivna Turkevyč-Lukijanovyč, compositrice, pianista e musicologa ucraina (n. 1898)
- 9 aprile - Julia Heron, scenografa statunitense (n. 1897)
- 9 aprile - Josep Planas, allenatore di calcio e calciatore spagnolo (n. 1901)
- 10 aprile - Bob Harris, cestista statunitense (n. 1927)
- 10 aprile - Jean Rambaud, religioso e teologo francese (n. 1908)
- 11 aprile - Karen Krantzcke, tennista australiana (n. 1947)
- 11 aprile - Henri-Irénée Marrou, storico francese (n. 1904)
- 11 aprile - Mauro Picone, matematico italiano (n. 1885)
- 11 aprile - Jacques Prévert, poeta e sceneggiatore francese (n. 1900)
- 11 aprile - Ludomił Rayski, generale e aviatore polacco (n. 1892)
- 12 aprile - Beaumont Asquith, calciatore inglese (n. 1910)
- 12 aprile - Cesare Mariani, giornalista, dirigente sportivo e calciatore italiano (n. 1899)
- 12 aprile - Ray Middleton, allenatore di calcio e calciatore inglese (n. 1919)
- 12 aprile - Zenzō Shimizu, tennista giapponese (n. 1891)
- 13 aprile - Aleksandr Il'ič Rodimcev, generale sovietico (n. 1905)
- 13 aprile - Antonio Scamoni, dirigente sportivo, arbitro di calcio e calciatore italiano (n. 1886)
- 14 aprile - Almir Nélson de Almeida, cestista e allenatore di pallacanestro brasiliano (n. 1923)
- 14 aprile - Vittorio De Zanche, vescovo cattolico italiano (n. 1888)
- 14 aprile - Girolamo Li Causi, partigiano, politico e giornalista italiano (n. 1896)
- 14 aprile - Giovanni Orlandi, velocista italiano (n. 1898)
- 14 aprile - Rinaldo Pellegrini, medico italiano (n. 1883)
- 15 aprile - Carlo Balić, religioso, teologo e francescano croato (n. 1899)
- 15 aprile - Nicolás Franco, generale e politico spagnolo (n. 1891)
- 16 aprile - Michelangelo Galioto, politico italiano (n. 1897)
- 16 aprile - Maurizio Garino, anarchico e sindacalista italiano (n. 1892)
- 16 aprile - Mikuláš Jordán, pittore slovacco (n. 1892)
- 16 aprile - Francisco Matarazzo Sobrinho, mecenate, imprenditore e politico brasiliano (n. 1898)
- 17 aprile - Richard Brauer, matematico tedesco (n. 1901)
- 17 aprile - William John Conway, cardinale e arcivescovo cattolico irlandese (n. 1913)
- 17 aprile - Marjorie Gateson, attrice statunitense (n. 1891)
- 17 aprile - Johannes Hassebroek, militare tedesco (n. 1910)
- 17 aprile - Cyril Musil, fondista e partigiano cecoslovacco (n. 1907)
- 18 aprile - Hélène Hallier, attrice francese (n. 1898)
- 18 aprile - Irene Steer, nuotatrice britannica (n. 1889)
- 19 aprile - Günter Bruno Fuchs, poeta e scrittore tedesco (n. 1928)
- 19 aprile - Marion Gering, regista russo (n. 1901)
- 19 aprile - María Rosa Oliver, scrittrice e attivista argentina (n. 1898)
- 19 aprile - Giuseppe Pancera, ciclista su strada italiano (n. 1901)
- 20 aprile - Wilmer Allison, tennista statunitense (n. 1904)
- 20 aprile - Bryan Foy, regista e produttore cinematografico statunitense (n. 1896)
- 20 aprile - Sepp Herberger, calciatore e allenatore di calcio tedesco (n. 1897)
- 20 aprile - Giuseppe Marazzita, politico italiano (n. 1899)
- 20 aprile - Guido Mazza, calciatore italiano (n. 1903)
- 21 aprile - Gummo Marx, comico, attore e imprenditore statunitense (n. 1892)
- 21 aprile - Settimio Passamonti, militare italiano (n. 1954)
- 22 aprile - Arvo Haavisto, lottatore finlandese (n. 1900)
- 22 aprile - Giuseppe Spalla, pugile italiano (n. 1896)
- 22 aprile - Edward Van Dijck, ciclista su strada belga (n. 1918)
- 23 aprile - Denis Compton, crickettista e calciatore inglese (n. 1918)
- 23 aprile - Ramiro Cortés, cestista uruguaiano (n. 1931)
- 23 aprile - Boris Demidovič, matematico sovietico (n. 1906)
- 23 aprile - Nereo Vianello, bibliografo e critico letterario italiano (n. 1929)
- 24 aprile - Alberto Apponi, scrittore, politico e antifascista italiano (n. 1906)
- 24 aprile - Mauro Racca, schermidore italiano (n. 1912)
- 25 aprile - Cayetano Córdova Iturburu, scrittore, poeta e giornalista argentino (n. 1902)
- 25 aprile - Opika von Méray Horváth, pattinatrice artistica su ghiaccio ungherese (n. 1889)
- 25 aprile - Lev Muchin, pugile sovietico (n. 1936)
- 26 aprile - Sandro Giovannini, commediografo italiano (n. 1915)
- 26 aprile - Maria Grandinetti Mancuso, pittrice e giornalista italiana (n. 1891)
- 26 aprile - Zdzisław Marchwicki, serial killer polacco (n. 1927)
- 26 aprile - Giulio Massarelli, militare italiano (n. 1908)
- 27 aprile - Stanley Adams, attore statunitense (n. 1915)
- 27 aprile - Scott Bradley, compositore, pianista e direttore d'orchestra statunitense (n. 1891)
- 28 aprile - Ricardo Cortez, attore e regista austriaco (n. 1899)
- 28 aprile - Fulvio Croce, avvocato e partigiano italiano (n. 1901)
- 28 aprile - Lorenzo Modulo, calciatore italiano (n. 1898)
- 28 aprile - Giuseppe Trivellini, calciatore italiano (n. 1895)
- 28 aprile - Vincenzo Zucca, politico italiano (n. 1904)
- 29 aprile - Gianni Cucelli, tennista italiano (n. 1916)
- 29 aprile - Amelio Lami, calciatore italiano (n. 1915)
- 29 aprile - Nello Niccoli, militare e partigiano italiano (n. 1890)
- 30 aprile - Ludwig Bäte, scrittore, poeta e traduttore tedesco (n. 1892)
- 30 aprile - Angelo Giacomazzi, arrangiatore, direttore d'orchestra e compositore italiano (n. 1907)
- 30 aprile - Adolf Stelzer, calciatore svizzero (n. 1908)

## Maggio(78)
- 1º maggio - Giusto Senes, arbitro di calcio italiano (n. 1887)
- 2 maggio - Isidor Markovič Annenskij, regista cinematografico sovietico (n. 1906)
- 2 maggio - Italo Bonatti, calciatore italiano (n. 1943)
- 2 maggio - Jean-Claude Lebaube, ciclista su strada francese (n. 1937)
- 2 maggio - Nicholas Magallanes, danzatore statunitense (n. 1922)
- 2 maggio - Antonio Meluschi, scrittore, giornalista e partigiano italiano (n. 1909)
- 3 maggio - Dionisio Gallino, calciatore italiano (n. 1895)
- 4 maggio - Nino Bergese, cuoco italiano (n. 1904)
- 4 maggio - Hans Martin Sutermeister, medico, scrittore e politico svizzero (n. 1907)
- 5 maggio - Erich Campe, pugile tedesco (n. 1912)
- 5 maggio - Thorvald Eigenbrod, hockeista su prato danese (n. 1892)
- 5 maggio - Ludwig Erhard, politico tedesco (n. 1897)
- 5 maggio - Teresio Traversa, calciatore italiano (n. 1915)
- 6 maggio - Leon Benzaquen, politico e medico marocchino (n. 1928)
- 6 maggio - Raffaele Cantarella, grecista, filologo classico e bizantinista italiano (n. 1898)
- 6 maggio - Mario Ferretti, giornalista italiano (n. 1917)
- 6 maggio - William Grey Walter, neurofisiologo britannico (n. 1910)
- 6 maggio - Otto Weckerling, ciclista su strada tedesco (n. 1910)
- 7 maggio - Saverio di Borbone-Parma, militare spagnolo (n. 1889)
- 7 maggio - Stanisław Pyjas, patriota polacco (n. 1953)
- 8 maggio - Olof Vilhelm Arrhenius, biochimico e naturalista svedese (n. 1895)
- 8 maggio - Camille Bryen, pittore e poeta francese (n. 1907)
- 9 maggio - James Jones, scrittore statunitense (n. 1921)
- 9 maggio - Carmen Rendiles Martínez, religiosa venezuelana (n. 1903)
- 10 maggio - Joan Crawford, attrice statunitense (n. 1904)
- 10 maggio - Jack Pickering, calciatore inglese (n. 1908)
- 10 maggio - Mario Soffici, regista, sceneggiatore e attore italiano (n. 1900)
- 11 maggio - Viktor Maslov, allenatore di calcio e calciatore sovietico (n. 1910)
- 12 maggio - Robert Moore Williams, scrittore e autore di fantascienza statunitense (n. 1907)
- 13 maggio - Otto Deßloch, generale tedesco (n. 1889)
- 13 maggio - William Duthie Morgan, generale britannico (n. 1891)
- 13 maggio - Marian Gamwell, militare britannica (n. 1891)
- 13 maggio - Michael Spillane, mafioso statunitense (n. 1933)
- 14 maggio - Angelo Parona, ammiraglio italiano (n. 1889)
- 15 maggio - Benedetta Cappa, pittrice, scenografa e scrittrice italiana (n. 1897)
- 15 maggio - Sigisfredo Mair, slittinista italiano (n. 1939)
- 15 maggio - Napoleone Martinuzzi, scultore, artista e imprenditore italiano (n. 1892)
- 15 maggio - Herbert Wilcox, produttore cinematografico, regista e sceneggiatore irlandese (n. 1890)
- 16 maggio - Modibo Keïta, politico maliano (n. 1915)
- 17 maggio - François-Albert Viallet, filosofo francese (n. 1908)
- 18 maggio - Alfredo Beni, militare italiano (n. 1931)
- 20 maggio - Vittorio Minguzzi, aviatore e generale italiano (n. 1912)
- 20 maggio - Achille Pizziolo, arbitro di calcio italiano (n. 1897)
- 21 maggio - Torkild Andersen, calciatore norvegese (n. 1916)
- 21 maggio - Dorothy Christy, attrice statunitense (n. 1906)
- 21 maggio - Lily Kronberger, pattinatrice artistica su ghiaccio ungherese (n. 1890)
- 21 maggio - Art Landy, animatore statunitense (n. 1904)
- 21 maggio - Neco, calciatore brasiliano (n. 1895)
- 21 maggio - John Whitaker, ginnasta britannico (n. 1886)
- 22 maggio - Ethel Barrymore Colt, attrice teatrale e soprano statunitense (n. 1912)
- 22 maggio - Hampton Hawes, pianista statunitense (n. 1928)
- 22 maggio - Adolf Wamper, scultore tedesco (n. 1900)
- 22 maggio - Gijs van Hall, banchiere e politico olandese (n. 1904)
- 23 maggio - Dragoljub Jovanović, politico jugoslavo (n. 1895)
- 23 maggio - Vincenzo Randi, medico e politico italiano (n. 1932)
- 24 maggio - Elisabeth Käsemann, sociologa tedesca (n. 1947)
- 24 maggio - Alfred Schild, fisico statunitense (n. 1921)
- 24 maggio - Nino Sozzani, generale italiano (n. 1889)
- 25 maggio - Edward Colmans, attore britannico (n. 1908)
- 25 maggio - Evgenija Solomonovna Ginzburg, scrittrice russa (n. 1904)
- 25 maggio - Milo Komenich, cestista statunitense (n. 1920)
- 25 maggio - Willoughby Norrie, I barone Norrie, generale e politico britannico (n. 1893)
- 25 maggio - Alejo Russell, tennista argentino (n. 1916)
- 25 maggio - Carlo Salinari, partigiano e critico letterario italiano (n. 1919)
- 25 maggio - Carlo Varese, pittore italiano (n. 1903)
- 26 maggio - Tyrone Everett, pugile statunitense (n. 1953)
- 26 maggio - Seikichi Fujimori, scrittore e drammaturgo giapponese (n. 1892)
- 26 maggio - Mario Romani, calciatore italiano (n. 1907)
- 26 maggio - Czesław Wycech, politico, insegnante e storico polacco (n. 1899)
- 27 maggio - Renato Zanardo, militare italiano (n. 1915)
- 28 maggio - Alberto Giomo, politico italiano (n. 1917)
- 28 maggio - Vitol'd Vitold'ovič Jakimčik, compositore di scacchi sovietico (n. 1909)
- 29 maggio - Suniti Kumar Chatterji, linguista, educatore e letterato indiano (n. 1890)
- 29 maggio - Osvaldo Trebbi, calciatore italiano (n. 1914)
- 30 maggio - Paul Desmond, sassofonista, compositore e clarinettista statunitense (n. 1924)
- 31 maggio - William Castle, regista, produttore cinematografico e attore statunitense (n. 1914)
- 31 maggio - Giuditta Rissone, attrice italiana (n. 1895)
- 31 maggio - Amilcare Rossi, politico italiano (n. 1895)

## Giugno(89)
- 1º giugno - John Morris, storico inglese (n. 1913)
- 1º giugno - Robert Serber, fisico statunitense (n. 1909)
- 1º giugno - Rudolf Vytlačil, allenatore di calcio e calciatore austriaco (n. 1912)
- 2 giugno - Stephen Boyd, attore britannico (n. 1931)
- 2 giugno - Forrest Lewis, attore statunitense (n. 1899)
- 3 giugno - Olga Elia, archeologa italiana (n. 1902)
- 3 giugno - Archibald Vivian Hill, medico e fisiologo britannico (n. 1886)
- 3 giugno - Roberto Rossellini, regista, sceneggiatore e produttore cinematografico italiano (n. 1906)
- 4 giugno - Marcel Bataillon, ispanista e storico della letteratura francese (n. 1895)
- 4 giugno - Giuliano Bernardi, tenore italiano (n. 1939)
- 4 giugno - Fritz Schlieper, generale tedesco (n. 1892)
- 5 giugno - Luis César Amadori, regista cinematografico e sceneggiatore italiano (n. 1902)
- 5 giugno - Angelo Boselli, calciatore italiano (n. 1901)
- 5 giugno - Sleepy John Estes, cantante e musicista statunitense (n. 1899)
- 5 giugno - Evelina Ravis, pediatra e psichiatra italiana (n. 1888)
- 5 giugno - Martí Ventolrà, calciatore spagnolo (n. 1906)
- 5 giugno - Fawzi al-Qawuqji, militare arabo (n. 1890)
- 6 giugno - John Cecil Masterman, scrittore britannico (n. 1891)
- 6 giugno - Lally Stott, cantante, compositore e paroliere britannico (n. 1945)
- 7 giugno - Raymond Cannon, attore, sceneggiatore e regista statunitense (n. 1892)
- 7 giugno - Gastone Darè, schermidore, dirigente sportivo e politico italiano (n. 1918)
- 7 giugno - Otto Kaiser, pattinatore artistico su ghiaccio austriaco (n. 1901)
- 8 giugno - Erik Bohlin, ciclista su strada svedese (n. 1897)
- 8 giugno - Nathan Homer Knorr, predicatore statunitense (n. 1905)
- 8 giugno - Louis Landi, calciatore francese (n. 1941)
- 9 giugno - Germano Boettcher Sobrinho, calciatore brasiliano (n. 1911)
- 9 giugno - Mario Gliozzi, fisico e storico della scienza italiano (n. 1899)
- 9 giugno - Harriet Hoctor, ballerina e coreografa statunitense (n. 1905)
- 9 giugno - Landsborough Thomson, ornitologo scozzese (n. 1890)
- 10 giugno - Alessandro Bonetti, calciatore italiano (n. 1908)
- 10 giugno - Alfredo Malgeri, generale italiano (n. 1892)
- 12 giugno - Antonio Carnevali, allenatore di calcio e calciatore italiano (n. 1910)
- 12 giugno - Epifanio Fernández Berridi, calciatore spagnolo (n. 1919)
- 12 giugno - Ângelo Gammaro, nuotatore, pallanuotista e canottiere brasiliano (n. 1895)
- 12 giugno - Semën Michajlovič Lobov, ammiraglio sovietico (n. 1913)
- 12 giugno - Andrea Tosto De Caro, poeta, compositore e critico d'arte italiano (n. 1906)
- 12 giugno - József Várszegi, giavellottista ungherese (n. 1910)
- 13 giugno - Pierina Belli, attivista italiana (n. 1883)
- 13 giugno - Thomas Campbell Clark, politico statunitense (n. 1899)
- 13 giugno - Gerardo Dottori, pittore italiano (n. 1884)
- 13 giugno - Matthew Garber, attore britannico (n. 1956)
- 13 giugno - Mikko Husu, fondista finlandese (n. 1905)
- 13 giugno - Don Oakes, calciatore gallese (n. 1928)
- 14 giugno - Robert Middleton, attore statunitense (n. 1911)
- 14 giugno - Alan Reed, attore e doppiatore statunitense (n. 1907)
- 15 giugno - Igal Volodarsky, cestista e allenatore di pallacanestro israeliano (n. 1936)
- 16 giugno - Wernher von Braun, ingegnere tedesco (n. 1912)
- 16 giugno - Hans Dahl, calciatore norvegese (n. 1900)
- 17 giugno - Giuseppe Rapelli, politico italiano (n. 1905)
- 18 giugno - José Castellanos Contreras, militare e diplomatico salvadoregno (n. 1893)
- 18 giugno - Holger Löwenadler, attore svedese (n. 1904)
- 18 giugno - Franco Rol, pilota di Formula 1 italiano (n. 1908)
- 19 giugno - Jacqueline Audry, regista francese (n. 1908)
- 19 giugno - Geraldine Brooks, attrice statunitense (n. 1925)
- 19 giugno - Ulrich Graf, pilota motociclistico svizzero (n. 1945)
- 19 giugno - Ali Shariati, sociologo, saggista e filosofo iraniano (n. 1933)
- 20 giugno - Abner Biberman, regista e attore statunitense (n. 1909)
- 20 giugno - Günther Leibfried, fisico tedesco (n. 1915)
- 21 giugno - Ugo Amoretti, calciatore e allenatore di calcio italiano (n. 1909)
- 21 giugno - Fritz Genschow, attore, regista e produttore cinematografico tedesco (n. 1905)
- 22 giugno - Luigi Amato, imprenditore e politico italiano (n. 1910)
- 22 giugno - Hugo Giammusso, pittore e vignettista italiano (n. 1908)
- 22 giugno - Peter Laughner, cantante, chitarrista e compositore statunitense (n. 1952)
- 22 giugno - Marston Morse, matematico statunitense (n. 1892)
- 23 giugno - Gaetano Carancini, giornalista, critico cinematografico e sceneggiatore italiano (n. 1910)
- 23 giugno - Aleksandr Juchnovskij, militare ucraino (n. 1925)
- 23 giugno - Frank Spain, hockeista su ghiaccio statunitense (n. 1909)
- 23 giugno - Elmtrude di Baviera, principessa tedesca (n. 1886)
- 24 giugno - Sante Ferrato, ciclista su strada italiano (n. 1902)
- 24 giugno - Enrico Silvestri, sciatore di pattuglia militare italiano (n. 1896)
- 25 giugno - Olave Baden-Powell, educatrice inglese (n. 1889)
- 25 giugno - Iro Bonci, calciatore italiano (n. 1923)
- 25 giugno - Francesco Di Salvo, architetto e urbanista italiano (n. 1913)
- 25 giugno - Sue Kaufman, scrittrice statunitense (n. 1926)
- 25 giugno - Robert Skelton, nuotatore statunitense (n. 1903)
- 25 giugno - Endre Szervánszky, compositore ungherese (n. 1911)
- 26 giugno - Walter Kennedy, dirigente sportivo statunitense (n. 1912)
- 26 giugno - Sergej Jakovlevič Lemešev, tenore russo (n. 1902)
- 27 giugno - Phyllis Bentley, scrittrice britannica (n. 1894)
- 27 giugno - Josephine Brandell, attrice teatrale e cantante lirica statunitense (n. 1891)
- 29 giugno - Mario Fubini, critico letterario italiano (n. 1900)
- 29 giugno - György Kutasi, pallanuotista ungherese (n. 1910)
- 29 giugno - Magda Lupescu, rumena (n. 1895)
- 29 giugno - José Vanzzino, calciatore uruguaiano (n. 1893)
- 29 giugno - Giovanni Ziggiotto, pilota motociclistico italiano (n. 1954)
- 30 giugno - Santo Emanuele, militare e agente segreto italiano (n. 1893)
- 30 giugno - Paul Hartmann, attore tedesco (n. 1889)
- 30 giugno - Karl Scherm, calciatore tedesco (n. 1904)
- 30 giugno - Erich Übelacker, ingegnere tedesco (n. 1899)

## Luglio(106)
- 1º luglio - Gaetano Catalano Gonzaga, ammiraglio italiano (n. 1893)
- 1º luglio - Mario De Berardinis, pittore italiano (n. 1931)
- 1º luglio - Antonio Lo Muscio, terrorista italiano (n. 1950)
- 2 luglio - Giuseppe Balista, politico italiano (n. 1901)
- 2 luglio - Vladimir Nabokov, scrittore, saggista e critico letterario russo (n. 1899)
- 2 luglio - William H. Ziegler, montatore statunitense (n. 1909)
- 3 luglio - Gertrude Abercrombie, pittrice statunitense (n. 1909)
- 3 luglio - Giuseppe Bartolo, storico e politico italiano (n. 1912)
- 3 luglio - Bruno Petracca, pugile italiano (n. 1906)
- 4 luglio - Gerš Ickovič Budker, fisico sovietico (n. 1918)
- 4 luglio - Alfredo D'Arbela, ingegnere italiano (n. 1898)
- 4 luglio - Heini Holzer, scialpinista e alpinista italiano (n. 1945)
- 4 luglio - Mario Mantovani, anarchico, partigiano e pubblicista italiano (n. 1897)
- 4 luglio - Michel Olçomendy, missionario e arcivescovo cattolico francese (n. 1901)
- 4 luglio - Aleksandr Pavlovskij, schermidore sovietico (n. 1936)
- 4 luglio - Anatolij Verbickij, attore sovietico (n. 1926)
- 5 luglio - Sven Låftman, velocista, lunghista e astista svedese (n. 1887)
- 5 luglio - Vitalij Tarasov, scacchista sovietico (n. 1925)
- 5 luglio - Vladimír Venglár, calciatore cecoslovacco (n. 1923)
- 5 luglio - Ferdinand von Wilczek, conte austriaco (n. 1893)
- 6 luglio - Francesco Bertoglio, vescovo cattolico italiano (n. 1900)
- 6 luglio - Giuseppe Dessì, scrittore italiano (n. 1909)
- 6 luglio - Sergej Nikiforovič Kruglov, generale e politico sovietico (n. 1907)
- 6 luglio - Hu Nim, rivoluzionario e politico cambogiano (n. 1930)
- 7 luglio - Ugo Camozzo, arcivescovo cattolico italiano (n. 1892)
- 7 luglio - Menotti Corallo, scrittore e drammaturgo italiano (n. 1893)
- 7 luglio - Roy Crane, disegnatore statunitense (n. 1901)
- 7 luglio - Eugène Criqui, pugile francese (n. 1893)
- 7 luglio - Bassano Daccò, calciatore italiano (n. 1898)
- 7 luglio - Jean Delarge, pugile belga (n. 1906)
- 7 luglio - Miklós Kovács, calciatore e allenatore di calcio rumeno (n. 1911)
- 7 luglio - María Romero Meneses, religiosa nicaraguense (n. 1902)
- 7 luglio - Red Wallace, cestista e allenatore di pallacanestro statunitense (n. 1918)
- 9 luglio - Sergio Capogna, regista cinematografico, sceneggiatore e montatore italiano (n. 1926)
- 9 luglio - Loren Eiseley, antropologo, filosofo e docente statunitense (n. 1907)
- 9 luglio - Alice Paul, attivista statunitense (n. 1885)
- 9 luglio - Umberto Sampietro, politico italiano (n. 1902)
- 10 luglio - Ugo Guidi, scultore italiano (n. 1912)
- 10 luglio - Şükrü Gülesin, dirigente sportivo, giornalista e calciatore turco (n. 1922)
- 10 luglio - Gitt Magrini, costumista italiana (n. 1914)
- 11 luglio - Evgenij Efimovič Karelov, regista sovietico (n. 1931)
- 11 luglio - Jacques Tréfouël, chimico e farmacologo francese (n. 1897)
- 12 luglio - Gabriella Seidenfeld, politica croata (n. 1896)
- 13 luglio - Carl Gustav von Rosen, aviatore e mercenario svedese (n. 1909)
- 13 luglio - Fernando Vandelli, martellista italiano (n. 1907)
- 14 luglio - So Matsuyama, scenografo giapponese (n. 1908)
- 14 luglio - Costantino Preziosi, politico e avvocato italiano (n. 1905)
- 15 luglio - Battling Battalino, pugile statunitense (n. 1908)
- 15 luglio - Eugenio Berardi, ingegnere e imprenditore italiano (n. 1921)
- 15 luglio - William Gerhardie, scrittore e drammaturgo inglese (n. 1895)
- 15 luglio - Donald Mackay, politico australiano (n. 1933)
- 15 luglio - Ruggero Maghini, pianista e compositore italiano (n. 1913)
- 15 luglio - Misha'al bint Fahd Al Sa'ud, principessa saudita (n. 1958)
- 16 luglio - John Alfred Valentine Butler, chimico e fisico inglese (n. 1899)
- 16 luglio - Rie Cramer, scrittrice e illustratrice olandese (n. 1887)
- 16 luglio - Enrique Pichon-Rivière, psichiatra argentino (n. 1907)
- 16 luglio - Francesco Roberti, cardinale e arcivescovo cattolico italiano (n. 1889)
- 17 luglio - Osmín Aguirre y Salinas, politico e militare salvadoregno (n. 1889)
- 17 luglio - Dhia Cristiani, attrice e doppiatrice italiana (n. 1921)
- 17 luglio - Vincenzo Dattilo, bibliotecario, giornalista e politico italiano (n. 1887)
- 17 luglio - Billy Gonsalves, calciatore statunitense (n. 1908)
- 17 luglio - Witold Małcużyński, pianista polacco (n. 1914)
- 17 luglio - Giovanni Petrucci, politico italiano (n. 1898)
- 17 luglio - Zózimo, calciatore brasiliano (n. 1932)
- 18 luglio - Alberto Molfino, lottatore italiano (n. 1906)
- 18 luglio - Eliot Noyes, architetto e designer statunitense (n. 1910)
- 18 luglio - Giorgio Pessina, schermidore italiano (n. 1902)
- 19 luglio - Ambrogio Casati, pittore, scultore e militare italiano (n. 1897)
- 19 luglio - Jaroslav Kulich, calciatore boemo (n. 1913)
- 19 luglio - Bruno Monti, calciatore italiano (n. 1915)
- 19 luglio - Ángel María Rousse, calciatore spagnolo (n. 1902)
- 20 luglio - Carter DeHaven, attore, regista e sceneggiatore statunitense (n. 1886)
- 20 luglio - Friedrich Georg Jünger, scrittore tedesco (n. 1898)
- 21 luglio - Ottó Hatz, schermidore ungherese (n. 1902)
- 21 luglio - Lee Miller Penrose, fotografa, fotoreporter e modella statunitense (n. 1907)
- 22 luglio - Francesco Cangiullo, scrittore, poeta e pittore italiano (n. 1884)
- 22 luglio - Richie Kamuca, sassofonista statunitense (n. 1930)
- 22 luglio - Paolo Orsi Mangelli, imprenditore italiano (n. 1880)
- 22 luglio - Pan Yuliang, artista e pittrice cinese (n. 1899)
- 23 luglio - Arsenio Erico, calciatore paraguaiano (n. 1915)
- 24 luglio - Emil Botta, attore e poeta rumeno (n. 1911)
- 25 luglio - Louis Frederick Fieser, chimico statunitense (n. 1899)
- 25 luglio - Louis de Monge, ingegnere belga (n. 1890)
- 25 luglio - Mel Riebe, cestista statunitense (n. 1916)
- 25 luglio - Olof Thörnell, generale svedese (n. 1877)
- 25 luglio - José David Toro Ruilova, militare e politico boliviano (n. 1898)
- 26 luglio - Arturo Duque Villegas, arcivescovo cattolico colombiano (n. 1899)
- 26 luglio - Carlo di Lussemburgo, principe lussemburghese (n. 1927)
- 26 luglio - Oskar Morgenstern, economista austriaco (n. 1902)
- 26 luglio - Brooks Otis, critico letterario e latinista statunitense (n. 1908)
- 26 luglio - Pёtr Sobolevskij, attore sovietico (n. 1904)
- 26 luglio - David Zogg, sciatore alpino e combinatista nordico svizzero (n. 1902)
- 27 luglio - Lydia d'Arenberg, nobile italiana (n. 1905)
- 27 luglio - Ottorino Bertolini, storico e medievista italiano (n. 1892)
- 27 luglio - Willy Bogner, sciatore nordico e imprenditore tedesco (n. 1909)
- 27 luglio - Milt Buckner, pianista statunitense (n. 1915)
- 28 luglio - André Giroux, scrittore canadese (n. 1916)
- 28 luglio - Otto Stadie, infermiere tedesco (n. 1897)
- 29 luglio - Pierre Clastres, antropologo e etnografo francese (n. 1934)
- 29 luglio - Emilia Cardona, giornalista e scrittrice italiana (n. 1899)
- 29 luglio - Rune Wenzel, calciatore svedese (n. 1901)
- 30 luglio - Jean de Laborde, ammiraglio francese (n. 1878)
- 30 luglio - Stefano Lenoci, politico italiano (n. 1897)
- 30 luglio - Maria Luisa Petroni, pittrice italiana (n. 1921)
- 31 luglio - Giuseppe Castellano, generale italiano (n. 1893)
- 31 luglio - Ladislav Jirasek, calciatore tedesco (n. 1927)

## Agosto(83)
- 1º agosto - Giacomo Cannonero, vescovo cattolico italiano (n. 1902)
- 1º agosto - Francis Gary Powers, aviatore statunitense (n. 1929)
- 1º agosto - Friedrich Zwazl, calciatore austriaco (n. 1923)
- 2 agosto - Manuel Gonçalves Cerejeira, cardinale e patriarca cattolico portoghese (n. 1888)
- 2 agosto - Howard Everest Hinton, entomologo britannico (n. 1912)
- 3 agosto - Alfred Lunt, attore e regista statunitense (n. 1892)
- 3 agosto - Makarios III, arcivescovo ortodosso e politico cipriota (n. 1913)
- 3 agosto - Camille Schumacher, calciatore lussemburghese (n. 1896)
- 3 agosto - Antonio Villani, calciatore italiano (n. 1901)
- 4 agosto - Ernst Bloch, scrittore e filosofo tedesco (n. 1885)
- 6 agosto - Alexander Bustamante, sindacalista e politico giamaicano (n. 1884)
- 7 agosto - Paul Chaudet, politico svizzero (n. 1904)
- 7 agosto - Masami Kobayashi, ammiraglio giapponese (n. 1890)
- 7 agosto - Bud Moodler, cestista statunitense (n. 1912)
- 7 agosto - Dino Staffa, cardinale e arcivescovo cattolico italiano (n. 1906)
- 8 agosto - Edgar Douglas Adrian, medico e fisiologo britannico (n. 1889)
- 8 agosto - Vytautas Leščinskas, cestista lituano (n. 1922)
- 8 agosto - Son Ngoc Thanh, politico cambogiano (n. 1908)
- 9 agosto - Angelo De Palo, medico e dirigente sportivo italiano (n. 1909)
- 9 agosto - Johanna Decker, psichiatra tedesca (n. 1918)
- 9 agosto - George Kenney, generale statunitense (n. 1889)
- 10 agosto - Vince Barnett, attore statunitense (n. 1902)
- 10 agosto - Andrea Di Robilant, sceneggiatore, produttore cinematografico e regista italiano (n. 1899)
- 10 agosto - Eduard Roschmann, militare austriaco (n. 1908)
- 11 agosto - Otto Andersson, calciatore svedese (n. 1910)
- 11 agosto - Walenty Musielak, calciatore polacco (n. 1913)
- 11 agosto - Frederic Calland Williams, ingegnere inglese (n. 1911)
- 12 agosto - Bobodžan Gafurov, politico e storico sovietico (n. 1909)
- 12 agosto - René Tirard, velocista francese (n. 1899)
- 13 agosto - Karl Kreutzberg, pallamanista tedesco (n. 1912)
- 13 agosto - Henry Williamson, scrittore inglese (n. 1895)
- 14 agosto - Bobby Isaac, pilota automobilistico statunitense (n. 1932)
- 14 agosto - Aleksandr Romanovič Lurija, medico, sociologo e psicologo sovietico (n. 1902)
- 14 agosto - George Oppenheimer, sceneggiatore, commediografo e giornalista statunitense (n. 1900)
- 15 agosto - Raymond A. Palmer, curatore editoriale e scrittore di fantascienza statunitense (n. 1910)
- 15 agosto - Luigi Pavanati, scultore italiano (n. 1915)
- 15 agosto - Cliff Wells, allenatore di pallacanestro e dirigente sportivo statunitense (n. 1896)
- 16 agosto - Giovanni Italo Greco, politico italiano (n. 1896)
- 16 agosto - Elvis Presley, cantante e attore statunitense (n. 1935)
- 16 agosto - Hugo Rolland, politico e antifascista italiano (n. 1895)
- 16 agosto - Franz Ferdinand von Hohenberg, nobile austriaco (n. 1927)
- 17 agosto - Delmer Daves, regista e sceneggiatore statunitense (n. 1904)
- 17 agosto - Roberto Infascelli, regista, sceneggiatore e produttore cinematografico italiano (n. 1938)
- 17 agosto - Éloi Tassin, ciclista su strada francese (n. 1912)
- 18 agosto - Tibor Déry, scrittore ungherese (n. 1894)
- 18 agosto - Luigi Gatti, attore italiano (n. 1909)
- 18 agosto - Federico Terschak, alpinista, dirigente sportivo e scrittore tedesco (n. 1890)
- 19 agosto - Aleksander Kreek, pesista estone (n. 1914)
- 19 agosto - Groucho Marx, attore, comico e scrittore statunitense (n. 1890)
- 20 agosto - Carl'Alberto Perroux, avvocato e dirigente sportivo italiano (n. 1905)
- 20 agosto - Paul-André Robert, pittore e naturalista svizzero (n. 1901)
- 20 agosto - Giuseppe Russo, carabiniere italiano (n. 1928)
- 21 agosto - Pierre Cot, politico francese (n. 1895)
- 21 agosto - Danny Lockin, attore, cantante e ballerino statunitense (n. 1943)
- 22 agosto - Marziano Bernardi, giornalista, saggista e scrittore italiano (n. 1897)
- 23 agosto - Sebastian Cabot, attore britannico (n. 1918)
- 23 agosto - Romano Rui, scultore e ceramista italiano (n. 1915)
- 25 agosto - Luigi Bordino, religioso italiano (n. 1922)
- 25 agosto - Giuseppe Pièche, generale e agente segreto italiano (n. 1886)
- 26 agosto - H. A. Rey, scrittore e illustratore tedesco (n. 1898)
- 26 agosto - Francesco Vaccaro, giurista, avvocato e politico italiano (n. 1900)
- 26 agosto - Alessandro Vitali, calciatore italiano (n. 1945)
- 27 agosto - Dorothy Brett, pittrice britannica (n. 1883)
- 27 agosto - Billy Riley, wrestler britannico (n. 1889)
- 27 agosto - Michelangelo Virgillito, imprenditore italiano (n. 1901)
- 27 agosto - Alf Young, allenatore di calcio e calciatore inglese (n. 1905)
- 28 agosto - Peter Altmeier, politico tedesco (n. 1899)
- 28 agosto - Mike Parkes, pilota automobilistico inglese (n. 1931)
- 28 agosto - Ralph Samuelson, statunitense (n. 1902)
- 29 agosto - Gunnar Aspelin, storico della filosofia svedese (n. 1898)
- 29 agosto - Luigi Del Pietro, presbitero svizzero (n. 1906)
- 29 agosto - Jean Hagen, attrice statunitense (n. 1923)
- 29 agosto - Luciano Manzotti, calciatore italiano (n. 1902)
- 29 agosto - Brian McGuire, pilota automobilistico australiano (n. 1945)
- 29 agosto - Pavol Šoral, calciatore cecoslovacco (n. 1903)
- 30 agosto - Arthur Karlsson, calciatore svedese (n. 1914)
- 30 agosto - Vladimir Tribuc, ammiraglio sovietico (n. 1900)
- 30 agosto - Pentti Vuollekoski, cestista finlandese (n. 1916)
- 31 agosto - Sid Atkinson, ostacolista, velocista e lunghista sudafricano (n. 1901)
- 31 agosto - Luigi Boni, pittore italiano (n. 1904)
- 31 agosto - Henry C. Potter, regista e produttore teatrale statunitense (n. 1904)
- 31 agosto - Joseph Mell, attore statunitense (n. 1915)
- 31 agosto - Basundhara del Nepal, principe nepalese (n. 1921)

## Settembre(102)
- 1º settembre - Vittorio Formentano, medico italiano (n. 1895)
- 1º settembre - Mario Fucini, generale e aviatore italiano (n. 1891)
- 1º settembre - Ethel Waters, cantante e attrice statunitense (n. 1896)
- 2 settembre - John Logan, cestista e allenatore di pallacanestro statunitense (n. 1921)
- 2 settembre - Nuzha del Marocco, principessa marocchina (n. 1940)
- 3 settembre - Mona Darkfeather, attrice statunitense (n. 1882)
- 3 settembre - Keith Harwood, montatore statunitense (n. 1940)
- 3 settembre - Gianni Vella, pittore maltese (n. 1885)
- 4 settembre - Jan Elfring, calciatore olandese (n. 1902)
- 4 settembre - Giuseppe Marchese, politico e storico italiano (n. 1892)
- 4 settembre - Arduino Pellegrini, politico italiano (n. 1903)
- 4 settembre - Jean Rostand, biologo, filosofo e aforista francese (n. 1894)
- 4 settembre - Ernst Friedrich Schumacher, economista, filosofo e scrittore tedesco (n. 1911)
- 5 settembre - Claudia Dell, attrice statunitense (n. 1910)
- 5 settembre - Aurelio Giussani, presbitero italiano (n. 1915)
- 5 settembre - Jan Maas, pistard e ciclista su strada olandese (n. 1900)
- 5 settembre - Mike O'Dowd, attore statunitense
- 5 settembre - Tatsuo Yoshida, fumettista giapponese (n. 1932)
- 6 settembre - Paul Burkhard, compositore svizzero (n. 1911)
- 6 settembre - Anna Hajnal, poetessa ungherese (n. 1907)
- 6 settembre - John Edensor Littlewood, matematico britannico (n. 1885)
- 6 settembre - Guido Pannain, compositore e musicologo italiano (n. 1891)
- 6 settembre - Prenk Pervizi, generale albanese (n. 1897)
- 6 settembre - Eugen Schüfftan, direttore della fotografia e effettista tedesco (n. 1893)
- 7 settembre - Edgar Basel, pugile tedesco (n. 1930)
- 7 settembre - Richard Manske, chimico tedesco (n. 1901)
- 7 settembre - Saverio Montalto, scrittore italiano (n. 1898)
- 7 settembre - Remo Polizzi, partigiano e sindacalista italiano (n. 1909)
- 7 settembre - Gustave Reese, musicologo e docente statunitense (n. 1899)
- 8 settembre - Fritz Mandl, imprenditore austriaco (n. 1900)
- 8 settembre - Zero Mostel, attore e cabarettista statunitense (n. 1915)
- 8 settembre - Cesare Nordio, compositore italiano (n. 1891)
- 9 settembre - Carlo Biotti, magistrato e dirigente sportivo italiano (n. 1901)
- 10 settembre - Hamida Djandoubi, criminale tunisino (n. 1949)
- 10 settembre - Isaac Walthour, cestista statunitense (n. 1930)
- 11 settembre - Severino Tibi, calciatore italiano (n. 1904)
- 12 settembre - Stephen Biko, attivista sudafricano (n. 1946)
- 12 settembre - Robert Lowell, poeta statunitense (n. 1917)
- 12 settembre - Miro Rys, calciatore cecoslovacco (n. 1957)
- 12 settembre - Mario Silla, politico, partigiano e antifascista italiano (n. 1891)
- 13 settembre - Stanislav Kalesnik, fisico e geografo sovietico (n. 1901)
- 13 settembre - Mario Moretti, canottiere italiano (n. 1906)
- 13 settembre - Leopold Stokowski, direttore d'orchestra e critico musicale britannico (n. 1882)
- 14 settembre - Shōgo Kamo, calciatore giapponese (n. 1915)
- 14 settembre - Bruno Rossi, calciatore italiano (n. 1915)
- 15 settembre - Leah Manning, educatrice e politica britannica (n. 1886)
- 15 settembre - Anita Stewart Morris, socialite statunitense
- 15 settembre - Zeno Vignati, giornalista e politico italiano (n. 1896)
- 16 settembre - Marc Bolan, cantautore e chitarrista inglese (n. 1947)
- 16 settembre - Max Bravmann, islamista tedesco (n. 1909)
- 16 settembre - Maria Callas, soprano statunitense (n. 1923)
- 16 settembre - Jim Fotheringham, calciatore scozzese (n. 1933)
- 16 settembre - Giovanni Pestarini, calciatore italiano (n. 1901)
- 16 settembre - Claudio Volonté, attore italiano (n. 1939)
- 17 settembre - Ruth Andreas-Friedrich, giornalista e scrittrice tedesca (n. 1901)
- 17 settembre - William Herbert Sheldon, psicologo e numismatico statunitense (n. 1898)
- 18 settembre - Paul Bernays, matematico svizzero (n. 1888)
- 18 settembre - Jaime Elías Casas, calciatore spagnolo (n. 1919)
- 18 settembre - Vittorio Cini, politico e imprenditore italiano (n. 1885)
- 18 settembre - Paulo Leal, schermidore portoghese (n. 1901)
- 18 settembre - Venuto Lombatti, calciatore italiano (n. 1910)
- 19 settembre - Luigi Impastato, mafioso italiano (n. 1904)
- 19 settembre - Arturo Politi, ceramista, scultore e pittore italiano (n. 1913)
- 20 settembre - Francesco Bianchi, mezzofondista italiano (n. 1940)
- 20 settembre - Ralph Hills, pesista statunitense (n. 1902)
- 20 settembre - Alex Massie, calciatore e allenatore di calcio scozzese (n. 1906)
- 21 settembre - Kurt Adler, direttore d'orchestra, direttore di coro e pianista austriaco (n. 1907)
- 21 settembre - Adolf Grohmann, arabista e ebraista austriaco (n. 1887)
- 21 settembre - Arthur Lindfors, lottatore finlandese (n. 1893)
- 22 settembre - Karl Freiberger, sollevatore austriaco (n. 1902)
- 22 settembre - José María Laca, calciatore spagnolo (n. 1898)
- 23 settembre - Leonetta Cecchi Pieraccini, pittrice e scrittrice italiana (n. 1882)
- 23 settembre - Maurice Dupuis, calciatore francese (n. 1914)
- 23 settembre - Adelio Ferrero, critico cinematografico e storico del cinema italiano (n. 1935)
- 23 settembre - Antonio Gentilini, pittore italiano (n. 1908)
- 23 settembre - John Nash, pittore britannico (n. 1893)
- 23 settembre - Pietro Spinato, allenatore di calcio e calciatore italiano (n. 1907)
- 24 settembre - Alberto Folchi, politico italiano (n. 1897)
- 24 settembre - Einar Larsen, calciatore norvegese (n. 1904)
- 24 settembre - Dyalma Stultus, pittore italiano (n. 1901)
- 24 settembre - Piet Zwart, designer olandese (n. 1885)
- 25 settembre - Philippe Jullian, scrittore e illustratore francese (n. 1919)
- 25 settembre - William McMillan, scultore e medaglista scozzese (n. 1887)
- 25 settembre - Roberto Ronca, arcivescovo cattolico italiano (n. 1901)
- 26 settembre - Aarne Ervi, architetto finlandese (n. 1910)
- 26 settembre - Ernie Lombardi, giocatore di baseball statunitense (n. 1908)
- 26 settembre - Şehzade Mehmed Abdülaziz, principe ottomano (n. 1901)
- 27 settembre - Mieczysław Batsch, calciatore polacco (n. 1900)
- 27 settembre - Fabian Biörck, ginnasta svedese (n. 1893)
- 27 settembre - Willis Bouchey, attore statunitense (n. 1907)
- 27 settembre - Rudolf Dolejší, calciatore cecoslovacco (n. 1907)
- 27 settembre - Francesco Massarelli, militare italiano (n. 1923)
- 28 settembre - Vera Orlova, attrice russa (n. 1894)
- 28 settembre - Luigi Rum, partigiano e sindacalista italiano (n. 1925)
- 29 settembre - Aleksandr Nikolaevič Čerepnin, compositore e pianista russo (n. 1899)
- 29 settembre - Robert McKimson, regista e animatore statunitense (n. 1910)
- 30 settembre - Louis Duerloo, ciclista su strada belga (n. 1910)
- 30 settembre - Mary Ford, cantante statunitense (n. 1924)
- 30 settembre - André Labatut, schermidore francese (n. 1891)
- 30 settembre - Margaret Nakhla, pittrice e artista egiziana (n. 1908)
- 30 settembre - Charles Mast, generale francese (n. 1889)
- 30 settembre - Giancarlo Palanti, architetto italiano (n. 1906)

## Ottobre(104)
- 1º ottobre - Angelo Brelich, storico delle religioni e antropologo ungherese (n. 1913)
- 2 ottobre - Odd Frantzen, calciatore norvegese (n. 1913)
- 2 ottobre - Gyula Futó, calciatore ungherese (n. 1908)
- 3 ottobre - Arnold Bode, pittore tedesco (n. 1900)
- 3 ottobre - Marion Sénones, pittrice, illustratrice e giornalista francese (n. 1886)
- 3 ottobre - Tay Garnett, regista, sceneggiatore e produttore cinematografico statunitense (n. 1894)
- 3 ottobre - Richard Peter, fotografo tedesco (n. 1895)
- 4 ottobre - Giosuè Fiorentino, politico italiano (n. 1898)
- 5 ottobre - Alfio Berretta, giornalista, scrittore e commediografo italiano (n. 1897)
- 5 ottobre - Otto Fehlmann, calciatore svizzero (n. 1889)
- 5 ottobre - Jan Jagmin-Sadowski, generale polacco (n. 1895)
- 5 ottobre - Eugenio Giuseppe Togliatti, matematico italiano (n. 1890)
- 6 ottobre - Tani Jun, attrice e commediografa russa (n. 1903)
- 7 ottobre - Nullo Biaggi, politico italiano (n. 1917)
- 7 ottobre - Vladimir Striževskij, attore, sceneggiatore e regista russo (n. 1892)
- 8 ottobre - Karen Brunés, scrittrice danese (n. 1893)
- 8 ottobre - Raoul Zaccari, politico italiano (n. 1916)
- 8 ottobre - Uno Ahren, architetto e urbanista svedese (n. 1897)
- 9 ottobre - Ruth Elder, aviatrice e attrice statunitense (n. 1902)
- 10 ottobre - Bengt Bengtsson, ginnasta svedese (n. 1897)
- 10 ottobre - Helen Gibson, attrice statunitense (n. 1892)
- 10 ottobre - Angelo Muscat, attore maltese (n. 1930)
- 11 ottobre - Jean Duvieusart, politico belga (n. 1900)
- 11 ottobre - MacKinlay Kantor, scrittore, sceneggiatore e giornalista statunitense (n. 1904)
- 11 ottobre - El-Sayed Nosseir, sollevatore egiziano (n. 1905)
- 11 ottobre - Ibrahim al-Hamdi, militare e politico yemenita (n. 1943)
- 12 ottobre - Juan Carlos Calvo, calciatore uruguaiano (n. 1906)
- 12 ottobre - Dorothy Davenport, attrice, sceneggiatrice e regista statunitense (n. 1895)
- 13 ottobre - István Avar, calciatore ungherese (n. 1905)
- 13 ottobre - Jackie Condon, attore cinematografico statunitense (n. 1918)
- 13 ottobre - Jack McConaghy, scenografo statunitense (n. 1902)
- 13 ottobre - Otto Steinwachs, vescovo vetero-cattolico tedesco (n. 1882)
- 13 ottobre - Giovanni Trentarossi, ciclista su strada italiano (n. 1899)
- 13 ottobre - Erik Wolf, filosofo tedesco (n. 1902)
- 13 ottobre - Günther Wrede, storico e archivista tedesco (n. 1900)
- 14 ottobre - Bing Crosby, cantante, attore e comico statunitense (n. 1903)
- 15 ottobre - Vincenzo Assennato, politico italiano (n. 1925)
- 15 ottobre - Birger Rosengren, calciatore svedese (n. 1917)
- 15 ottobre - Ralph Truman, attore britannico (n. 1900)
- 16 ottobre - Daniel Danieli, calciatore israeliano (n. 1945)
- 16 ottobre - Arrigo Morselli, allenatore di calcio e calciatore italiano (n. 1911)
- 17 ottobre - Michael Balcon, produttore cinematografico inglese (n. 1896)
- 17 ottobre - Ivan Ivanovič Fedjuninskij, generale sovietico (n. 1900)
- 17 ottobre - Cal Hubbard, giocatore di football americano e arbitro di baseball statunitense (n. 1900)
- 17 ottobre - Ettore Rivolta, marciatore italiano (n. 1904)
- 18 ottobre - Andreas Baader, terrorista tedesco (n. 1943)
- 18 ottobre - Gudrun Ensslin, terrorista tedesca (n. 1940)
- 18 ottobre - Domenico Orlandini, presbitero, partigiano e antifascista italiano (n. 1913)
- 18 ottobre - Hanns-Martin Schleyer, dirigente d'azienda e funzionario tedesco (n. 1915)
- 19 ottobre - Vladimír Bahna, regista, sceneggiatore e drammaturgo slovacco (n. 1914)
- 19 ottobre - Marino Capicchioni, liutaio sammarinese (n. 1895)
- 19 ottobre - René Mourlon, velocista francese (n. 1893)
- 19 ottobre - John Nyman, lottatore svedese (n. 1908)
- 20 ottobre - Alberto Cardone, regista, sceneggiatore e montatore italiano (n. 1920)
- 20 ottobre - Cassie Gaines, cantante statunitense (n. 1948)
- 20 ottobre - Steve Gaines, chitarrista statunitense (n. 1949)
- 20 ottobre - Albert Olsson, calciatore svedese (n. 1896)
- 20 ottobre - Ronnie Van Zant, cantante statunitense (n. 1948)
- 20 ottobre - Marie-Thérèse Walter, modella francese (n. 1909)
- 20 ottobre - Rolf Wuthmann, generale tedesco (n. 1893)
- 21 ottobre - Norman Gilroy, cardinale e arcivescovo cattolico australiano (n. 1896)
- 21 ottobre - Silvano Schiavon, ciclista su strada italiano (n. 1942)
- 22 ottobre - Harold Burrough, ammiraglio britannico (n. 1888)
- 22 ottobre - Julien Delbecque, ciclista su strada e pistard belga (n. 1903)
- 22 ottobre - Oreste Emanuelli, pittore italiano (n. 1893)
- 22 ottobre - Maria Antonia d'Asburgo-Lorena, nobile (n. 1899)
- 22 ottobre - Beniamino Segre, matematico italiano (n. 1903)
- 23 ottobre - Franco Anelli, naturalista, geologo e speleologo italiano (n. 1899)
- 24 ottobre - Giuseppina Biggiogero Masotti, matematica italiana (n. 1894)
- 24 ottobre - Dario Galli, poeta italiano (n. 1914)
- 24 ottobre - Jozef Horemans, ciclista su strada belga (n. 1910)
- 24 ottobre - Václav Svoboda, calciatore cecoslovacco (n. 1920)
- 24 ottobre - Vittorio Viale, storico dell'arte italiano (n. 1891)
- 25 ottobre - Helen Badgley, attrice statunitense (n. 1908)
- 25 ottobre - Carlo Delcroix, militare, politico e scrittore italiano (n. 1896)
- 25 ottobre - Félix Gouin, politico francese (n. 1884)
- 25 ottobre - Josef Håkestad, calciatore norvegese (n. 1907)
- 25 ottobre - Nello Iacchini, partigiano italiano (n. 1919)
- 25 ottobre - Karl Pedersen, calciatore norvegese (n. 1907)
- 26 ottobre - Aleksandr Božko, sollevatore sovietico (n. 1915)
- 26 ottobre - Elisabeth Flickenschildt, attrice tedesca (n. 1905)
- 26 ottobre - Alma Hanlon, attrice statunitense (n. 1890)
- 27 ottobre - James M. Cain, scrittore, giornalista e sceneggiatore statunitense (n. 1892)
- 27 ottobre - Sándor Nemes, calciatore e allenatore di calcio ungherese (n. 1899)
- 27 ottobre - Ivo Radovniković, calciatore e allenatore di calcio jugoslavo (n. 1918)
- 27 ottobre - Antonio Savoldi, imprenditore e editore italiano (n. 1889)
- 27 ottobre - Ruggero Volpi, militare italiano (n. 1947)
- 28 ottobre - Phil Krause, cestista e allenatore di pallacanestro statunitense (n. 1911)
- 28 ottobre - Miguel Mihura, drammaturgo e scrittore spagnolo (n. 1905)
- 28 ottobre - Bruno Streckenbach, generale tedesco (n. 1902)
- 29 ottobre - Seison Maeda, pittore giapponese (n. 1885)
- 29 ottobre - Bruno Paparella, attivista italiano (n. 1922)
- 29 ottobre - Yrjö Keinonen, generale finlandese (n. 1912)
- 30 ottobre - Irakli Bagration-Mukhrani, principe georgiano (n. 1909)
- 30 ottobre - Renato Curi, calciatore italiano (n. 1953)
- 30 ottobre - Gustav Krklec, scrittore, poeta e critico letterario croato (n. 1899)
- 30 ottobre - Joseph Zerilli, mafioso italiano (n. 1897)
- 31 ottobre - Lal Hilditch, calciatore e allenatore di calcio inglese (n. 1894)
- 31 ottobre - Mikola Petrovyč Hluščenko, pittore ucraino (n. 1901)
- 31 ottobre - Enrico Mino, generale italiano (n. 1915)
- 31 ottobre - Giuseppe Morandi, pilota automobilistico italiano (n. 1894)
- 31 ottobre - Chard Powers Smith, scrittore e poeta statunitense (n. 1894)
- 31 ottobre - Joan Tetzel, attrice statunitense (n. 1921)
- 31 ottobre - Fulvio Tolusso, regista italiano (n. 1934)

## Novembre(106)
- 1º novembre - Franco Albini, architetto, urbanista e designer italiano (n. 1905)
- 1º novembre - Giuseppe Cigala Fulgosi, militare italiano (n. 1910)
- 1º novembre - Peter Demetz-Fëur, pittore italiano (n. 1913)
- 1º novembre - Giancarlo Genesini, calciatore italiano (n. 1913)
- 2 novembre - Gianguido Borghese, ingegnere, politico e partigiano italiano (n. 1902)
- 2 novembre - Hans Erich Nossack, scrittore, drammaturgo e giornalista tedesco (n. 1901)
- 2 novembre - Harold E. Stine, direttore della fotografia statunitense (n. 1903)
- 3 novembre - Victor Heerman, sceneggiatore e regista statunitense (n. 1893)
- 3 novembre - William Kurelek, artista, scrittore e pittore canadese (n. 1927)
- 3 novembre - Ottavio Pratesi, ciclista su strada italiano (n. 1889)
- 3 novembre - Florence Vidor, attrice statunitense (n. 1895)
- 4 novembre - Betty Balfour, attrice britannica (n. 1903)
- 4 novembre - Carlo Gaddi, attore italiano (n. 1936)
- 4 novembre - Arrigo Lorenzo Osti, militare e ufficiale italiano (n. 1891)
- 4 novembre - Tom Reamy, scrittore statunitense (n. 1935)
- 4 novembre - Keith Vaughan, pittore e fotografo britannico (n. 1912)
- 5 novembre - Nino Garajo, pittore italiano (n. 1918)
- 5 novembre - René Goscinny, fumettista e editore francese (n. 1926)
- 5 novembre - Giorgio La Pira, politico e giurista italiano (n. 1904)
- 5 novembre - Guy Lombardo, direttore d'orchestra e violinista canadese (n. 1902)
- 5 novembre - Aleksej Grigor'evič Stachanov, operaio e politico sovietico (n. 1906)
- 6 novembre - André Le Fèvre, calciatore olandese (n. 1898)
- 6 novembre - Willie McLean, calciatore scozzese (n. 1904)
- 6 novembre - Armando Rossi, cestista peruviano (n. 1915)
- 7 novembre - José Rita, calciatore portoghese (n. 1932)
- 7 novembre - Giorgio De Stefano, mafioso italiano (n. 1941)
- 7 novembre - Fritjof Hillén, calciatore svedese (n. 1893)
- 7 novembre - Willis Richardson, drammaturgo statunitense (n. 1889)
- 8 novembre - Mario Bernetti, calciatore italiano (n. 1903)
- 8 novembre - Henri Ey, psichiatra e psicoanalista francese (n. 1900)
- 8 novembre - Bucky Harris, giocatore di baseball e allenatore di baseball statunitense (n. 1896)
- 8 novembre - John Longfellow, allenatore di pallacanestro statunitense (n. 1901)
- 9 novembre - Leonard Adamov, calciatore sovietico (n. 1941)
- 9 novembre - Gertrude Astor, attrice statunitense (n. 1887)
- 9 novembre - Ferdinando Longinotti, vescovo cattolico italiano (n. 1886)
- 9 novembre - Subarna Shamsher Jang Bahadur Rana, politico nepalese (n. 1910)
- 9 novembre - Paul Renucci, filologo, critico letterario e italianista francese (n. 1915)
- 10 novembre - Carlo Bertazzoni, politico italiano (n. 1908)
- 10 novembre - Jodie Copelan, montatore statunitense (n. 1914)
- 10 novembre - Ornella Puliti Santoliquido, pianista italiana (n. 1906)
- 10 novembre - Dennis Wheatley, scrittore inglese (n. 1897)
- 11 novembre - Greta Keller, attrice austriaca (n. 1903)
- 12 novembre - Edwin Hennig, paleontologo tedesco (n. 1882)
- 12 novembre - Ekaterina Grigor'evna Stašesvskaja-Narodickaja, regista sovietico (n. 1926)
- 13 novembre - Claudio Nicastro, attore italiano (n. 1913)
- 13 novembre - Aron Pollitz, calciatore svizzero (n. 1896)
- 13 novembre - Francesco Sormano, attore, doppiatore e conduttore radiofonico italiano (n. 1899)
- 13 novembre - Shirō Toyoda, regista e sceneggiatore giapponese (n. 1906)
- 14 novembre - Richard Addinsell, compositore britannico (n. 1904)
- 14 novembre - A.C. Bhaktivedanta Swami Prabhupada, missionario e scrittore indiano (n. 1896)
- 15 novembre - Georges Friedmann, sociologo francese (n. 1902)
- 15 novembre - Marcello Giustiniani, dirigente sportivo italiano (n. 1901)
- 15 novembre - Tore Holm, velista svedese (n. 1896)
- 15 novembre - William C. McGann, regista e direttore della fotografia statunitense (n. 1893)
- 15 novembre - Mario Pedrina, allenatore di calcio e calciatore italiano (n. 1881)
- 15 novembre - Giovanni Zambotto, calciatore italiano (n. 1896)
- 15 novembre - Maria Zanoli, attrice italiana (n. 1896)
- 16 novembre - Roberts Blūmentāls, calciatore lettone (n. 1906)
- 16 novembre - Yale Boss, attore statunitense (n. 1899)
- 16 novembre - Charlotte Grimaldi, nobile (n. 1898)
- 17 novembre - Zena Keefe, attrice statunitense (n. 1896)
- 17 novembre - Anzor Kiknadze, judoka sovietico (n. 1934)
- 17 novembre - Casimiro Torres, calciatore cileno (n. 1905)
- 18 novembre - Victor Francen, attore belga (n. 1888)
- 18 novembre - Davey O'Brien, giocatore di football americano statunitense (n. 1917)
- 18 novembre - Kurt Alois von Schuschnigg, politico austriaco (n. 1897)
- 19 novembre - Sonny Criss, sassofonista e compositore statunitense (n. 1927)
- 19 novembre - Gamal El Sagini, pittore e scultore egiziano (n. 1917)
- 20 novembre - Louis Mercier-Vega, sindacalista, giornalista e anarchico belga (n. 1914)
- 20 novembre - Şadiye Sultan, principessa ottomana (n. 1886)
- 21 novembre - Richard Carlson, attore e regista statunitense (n. 1912)
- 21 novembre - Salvatore Rebecchini, ingegnere e politico italiano (n. 1891)
- 21 novembre - Boris Borisovič Rodendorf, paleontologo e entomologo sovietico (n. 1904)
- 21 novembre - Paul Schöffler, baritono tedesco (n. 1897)
- 22 novembre - Luigi Traglia, cardinale e arcivescovo cattolico italiano (n. 1895)
- 23 novembre - Emidio Mucci, librettista e musicologo italiano (n. 1886)
- 23 novembre - Francesco Scarsella, geologo italiano (n. 1899)
- 24 novembre - Inola Gurgulia, compositrice, musicista e cantante georgiana (n. 1929)
- 25 novembre - Matija Bravničar, compositore sloveno (n. 1897)
- 25 novembre - Ahmad bin Ali al-Thani, sovrano qatariota (n. 1920)
- 26 novembre - Aleksej Gribov, attore sovietico (n. 1902)
- 26 novembre - Ruth Moufang, matematica tedesca (n. 1905)
- 27 novembre - Mart Laga, cestista sovietico (n. 1936)
- 27 novembre - Giuseppe Tortora, politico italiano (n. 1921)
- 27 novembre - Ugo Tristani, sceneggiatore italiano (n. 1922)
- 28 novembre - Davide Baiardo, pallanuotista e nuotatore italiano (n. 1888)
- 28 novembre - Trevor Bardette, attore statunitense (n. 1902)
- 28 novembre - Harold Cagle, velocista statunitense (n. 1913)
- 28 novembre - Daniel Chalonge, astronomo e astrofisico francese (n. 1895)
- 28 novembre - John Little McClellan, politico statunitense (n. 1896)
- 28 novembre - Bob Meusel, giocatore di baseball statunitense (n. 1896)
- 28 novembre - Mihály Pataki, calciatore ungherese (n. 1893)
- 28 novembre - Michail Vajman, violinista e docente sovietico (n. 1926)
- 29 novembre - Carlo Casalegno, giornalista, scrittore e partigiano italiano (n. 1916)
- 29 novembre - Carlo Della Valle, geografo italiano (n. 1902)
- 29 novembre - Bo Larsson, pallanuotista svedese (n. 1927)
- 29 novembre - Valerij Solovcov, attore sovietico (n. 1904)
- 29 novembre - George Herbert Walker Jr., imprenditore statunitense (n. 1905)
- 30 novembre - Miloš Crnjanski, scrittore e poeta serbo (n. 1893)
- 30 novembre - Jožica Miklavčič, giornalista italiana (n. 1921)
- 30 novembre - Erika Netzer, sciatrice alpina austriaca (n. 1937)
- 30 novembre - Olga Petrova, attrice, commediografa e sceneggiatrice inglese (n. 1884)
- 30 novembre - Giuseppe Pullano, vescovo cattolico italiano (n. 1907)
- 30 novembre - Terence Rattigan, commediografo e sceneggiatore britannico (n. 1911)
- 30 novembre - Luciano Ricchetti, pittore italiano (n. 1897)
- 30 novembre - Pino Tovaglia, grafico italiano (n. 1923)

## Dicembre(123)
- 1º dicembre - Manlio Bacigalupo, allenatore di calcio e calciatore italiano (n. 1907)
- 1º dicembre - Kenneth May, matematico statunitense (n. 1915)
- 1º dicembre - Giovanni Spiotta, calciatore italiano (n. 1909)
- 2 dicembre - Otto Adam, schermidore tedesco (n. 1909)
- 2 dicembre - Sophia DeMuth, supercentenaria statunitense (n. 1866)
- 2 dicembre - Edward Pitblado, hockeista su ghiaccio britannico (n. 1896)
- 2 dicembre - Ludwig Wieder, calciatore tedesco (n. 1900)
- 3 dicembre - Jack Beresford, canottiere britannico (n. 1899)
- 3 dicembre - Roland Caillaux, disegnatore e attore francese (n. 1905)
- 3 dicembre - Ferdinand Guillaume, attore, produttore cinematografico e regista francese (n. 1887)
- 3 dicembre - Adolfo Tino, avvocato, giornalista e banchiere italiano (n. 1900)
- 3 dicembre - Nikolaj Grigor'evič Špikovskij, regista cinematografico ucraino (n. 1897)
- 4 dicembre - Manuel Basté, pallanuotista spagnolo (n. 1899)
- 4 dicembre - Angelo De Marco, giurista, magistrato e costituzionalista italiano (n. 1902)
- 4 dicembre - André Eglevskij, ballerino russo (n. 1917)
- 4 dicembre - Leila Hyams, attrice statunitense (n. 1905)
- 4 dicembre - Sijtse Jansma, tiratore di fune olandese (n. 1898)
- 5 dicembre - Ursula Herwig, attrice e doppiatrice tedesca (n. 1935)
- 5 dicembre - Rahsaan Roland Kirk, polistrumentista statunitense (n. 1935)
- 5 dicembre - Remy Prìncipe, violinista italiano (n. 1889)
- 5 dicembre - Aleksandr Michajlovič Vasilevskij, generale e politico sovietico (n. 1895)
- 6 dicembre - Settimo Accardi, mafioso italiano (n. 1902)
- 6 dicembre - Filippo Artelli, imprenditore e politico italiano (n. 1900)
- 6 dicembre - Andy Auld, calciatore scozzese (n. 1900)
- 6 dicembre - Raoul Follereau, giornalista, filantropo e poeta francese (n. 1903)
- 6 dicembre - Georg Vest, ginnasta danese (n. 1896)
- 7 dicembre - Basil Embry, generale e aviatore inglese (n. 1902)
- 7 dicembre - Peter Carl Goldmark, ingegnere ungherese (n. 1906)
- 7 dicembre - Georges Grignard, pilota automobilistico francese (n. 1905)
- 7 dicembre - Arthur Meille, calciatore italiano (n. 1892)
- 7 dicembre - Adalbert Püllöck, calciatore rumeno (n. 1907)
- 7 dicembre - Anastasija Michajlovna de Torby, contessa (n. 1892)
- 8 dicembre - Luise Brunner, militare tedesca (n. 1908)
- 8 dicembre - Ernő Nagy, schermidore ungherese (n. 1898)
- 9 dicembre - Carlo Bersani, calciatore italiano (n. 1899)
- 9 dicembre - Dionisio Calvo, cestista, nuotatore e allenatore di pallacanestro filippino (n. 1904)
- 9 dicembre - Clarice Lispector, scrittrice, giornalista e traduttrice ucraina (n. 1920)
- 9 dicembre - Norberto Perini, arcivescovo cattolico italiano (n. 1888)
- 9 dicembre - Dario Poggi, bobbista italiano (n. 1909)
- 10 dicembre - Ethel Roosevelt Derby, statunitense (n. 1891)
- 10 dicembre - Adolph Rupp, allenatore di pallacanestro statunitense (n. 1901)
- 10 dicembre - Franco Volonté, partigiano, sindacalista e operaio italiano (n. 1912)
- 11 dicembre - Raymond Bernard, regista cinematografico e sceneggiatore francese (n. 1891)
- 11 dicembre - Saida Menebhi, attivista, sindacalista e poetessa marocchina (n. 1952)
- 12 dicembre - Carlo Bossini, calciatore italiano (n. 1909)
- 12 dicembre - Clementine Churchill, nobildonna britannica (n. 1885)
- 12 dicembre - Arthur Erdélyi, matematico ungherese (n. 1908)
- 12 dicembre - Grethe Rask, medico e chirurgo danese (n. 1930)
- 13 dicembre - Oğuz Atay, scrittore turco (n. 1934)
- 13 dicembre - Edmund Crawford, allenatore di calcio e calciatore inglese (n. 1906)
- 13 dicembre - Bonifacio De Bortoli, canottiere italiano (n. 1924)
- 13 dicembre - Silvano Filippelli, politico e pubblicista italiano (n. 1919)
- 13 dicembre - Héctor Méndez, pugile argentino (n. 1897)
- 13 dicembre - Salvatore Saraceno, diplomatico italiano (n. 1923)
- 14 dicembre - Raffaello Parenti, presbitero, matematico e paleontologo italiano (n. 1907)
- 14 dicembre - Ernesto Troiano, ingegnere e politico italiano (n. 1885)
- 15 dicembre - Rudolf Cvetko, schermidore sloveno (n. 1880)
- 15 dicembre - Aleksandr Arkad'evič Galič, poeta, drammaturgo e cantante sovietico (n. 1918)
- 15 dicembre - Renata Seripa, attrice italiana (n. 1898)
- 16 dicembre - Pietro Caporilli, storico, scrittore e giornalista italiano (n. 1901)
- 16 dicembre - Yngve Larsson, politico svedese (n. 1881)
- 16 dicembre - Jack Neale, calciatore inglese (n. 1917)
- 16 dicembre - Thomas Schippers, direttore d'orchestra statunitense (n. 1930)
- 16 dicembre - Roop Singh, hockeista su prato indiano (n. 1910)
- 16 dicembre - Pierre Van De Velde, ciclista su strada e pistard belga (n. 1889)
- 18 dicembre - James Bowes-Lyon, generale inglese (n. 1917)
- 18 dicembre - Alessandro Grassi Ormisda, antifascista italiano (n. 1893)
- 18 dicembre - Cyril Ritchard, attore e regista teatrale australiano (n. 1897)
- 18 dicembre - Francisco Rolão Preto, politico, giornalista e sindacalista portoghese (n. 1893)
- 19 dicembre - Mario Borgiotti, pittore e collezionista d'arte italiano (n. 1906)
- 19 dicembre - Eraldo Borrini, calciatore italiano (n. 1915)
- 19 dicembre - Ellen Brockhöft, pattinatrice artistica su ghiaccio tedesca (n. 1893)
- 19 dicembre - Severino Caveri, politico italiano (n. 1908)
- 19 dicembre - Takeo Kurita, ammiraglio giapponese (n. 1889)
- 19 dicembre - Jorge Pardón, calciatore peruviano (n. 1905)
- 19 dicembre - Nellie Tayloe Ross, politica statunitense (n. 1876)
- 19 dicembre - Jacques Tourneur, regista e montatore francese (n. 1904)
- 20 dicembre - Gianpaolo Lazzaro, pittore italiano (n. 1911)
- 20 dicembre - Henry Tandey, militare britannico (n. 1891)
- 21 dicembre - Elsa Ebbesen, attrice svedese (n. 1890)
- 21 dicembre - Nicola Ivanoff, storico dell'arte russo (n. 1901)
- 22 dicembre - Rosette Anday, mezzosoprano ungherese (n. 1899)
- 22 dicembre - Sergio Cavina, politico italiano (n. 1929)
- 22 dicembre - Johann Nepomuk David, compositore austriaco (n. 1895)
- 22 dicembre - Karl John, attore tedesco (n. 1905)
- 22 dicembre - Frank Thiess, scrittore tedesco (n. 1890)
- 23 dicembre - Mario D'Antona, illustratore italiano (n. 1911)
- 23 dicembre - Philipp Etter, politico svizzero (n. 1891)
- 23 dicembre - Enzo Merolle, produttore cinematografico italiano (n. 1912)
- 23 dicembre - Philipp Vielhauer, presbitero camerunese (n. 1914)
- 24 dicembre - Nalini Bala Devi, scrittrice e poetessa indiana (n. 1898)
- 24 dicembre - Samael Aun Weor, esoterista colombiano (n. 1917)
- 24 dicembre - Mario Imperoli, regista cinematografico, giornalista e sceneggiatore italiano (n. 1931)
- 24 dicembre - Ugo Napoli, politico italiano (n. 1922)
- 24 dicembre - Edmund Veesenmayer, generale tedesco (n. 1904)
- 24 dicembre - Juan Velasco Alvarado, generale e politico peruviano (n. 1910)
- 25 dicembre - Bruno Ballanti, calciatore e allenatore di calcio italiano (n. 1906)
- 25 dicembre - Charlie Chaplin, attore, comico e regista britannico (n. 1889)
- 25 dicembre - Salvatore Papaccio, cantante italiano (n. 1890)
- 25 dicembre - Harald Strøm, pattinatore di velocità su ghiaccio e calciatore norvegese (n. 1897)
- 26 dicembre - Henk Angenent, calciatore olandese (n. 1930)
- 26 dicembre - Ettore De Mura, paroliere e saggista italiano (n. 1902)
- 26 dicembre - Laura Fermi, scrittrice e attivista italiana (n. 1907)
- 26 dicembre - Howard Hawks, regista, produttore cinematografico e sceneggiatore statunitense (n. 1896)
- 26 dicembre - William L. Langer, storico statunitense (n. 1896)
- 26 dicembre - Gina Palerme, attrice, ballerina e cantante francese (n. 1885)
- 27 dicembre - Dimităr Angelov, insegnante e scrittore bulgaro (n. 1904)
- 27 dicembre - Leonida Lucchetta, calciatore italiano (n. 1911)
- 27 dicembre - Giovanni Mardersteig, editore tedesco (n. 1892)
- 27 dicembre - Ignazio Pisciotta, generale e scultore italiano (n. 1883)
- 28 dicembre - Luigi Brambilla, architetto italiano (n. 1909)
- 28 dicembre - Charlotte Greenwood, attrice e ballerina statunitense (n. 1890)
- 28 dicembre - Attilio Mozzi, pittore italiano (n. 1889)
- 28 dicembre - Poliuto Penzo, militare italiano (n. 1907)
- 28 dicembre - Ludwig Schanze, generale tedesco (n. 1896)
- 28 dicembre - Karl Tekusch, calciatore austriaco (n. 1890)
- 29 dicembre - Leonardo Bonzi, aviatore, regista e tennista italiano (n. 1902)
- 29 dicembre - Hugo Lahtinen, multiplista finlandese (n. 1891)
- 30 dicembre - Thornel Schwartz, chitarrista statunitense (n. 1927)
- 30 dicembre - Américo Tesoriere, calciatore argentino (n. 1899)
- 31 dicembre - Sigurd Eek, calciatore norvegese (n. 1903)
- 31 dicembre - Charles C. Hartmann, architetto statunitense (n. 1889)
- 31 dicembre - Sabah III al-Salim Al Sabah, emiro kuwaitiano (n. 1913)

## Senza giorno specificato(80)
- Adolfo Busi, pittore e illustratore italiano (n. 1891)
- Pietro Angelini, pittore italiano (n. 1888)
- Rino Anzi, fumettista italiano (n. 1910)
- Aldo Bandinelli, pittore e illustratore italiano (n. 1897)
- Venancio Bartibás, calciatore uruguaiano (n. 1906)
- Dino Basaldella, scultore italiano (n. 1909)
- Kurt Volmar Berger, ingegnere finlandese (n. 1896)
- Gaetano Bertelli, politico italiano (n. 1893)
- Humbert-Louis Bonardelly, cestista svizzero (n. 1904)
- Renato Borraccetti, regista e sceneggiatore italiano (n. 1903)
- Eleonora Bracco, archeologa italiana (n. 1905)
- Luigi Caldarulo, calciatore italiano (n. 1912)
- Gaspare Canino, artista italiano (n. 1900)
- Angela Carugati, pittrice italiana (n. 1881)
- Eugenio Chiaradia, giocatore di bridge italiano (n. 1917)
- Irene Chini Coccoli, partigiana e politica italiana (n. 1893)
- Emidio Ciucci, architetto italiano (n. 1901)
- Leone Concato, giornalista, aviatore e imprenditore italiano (n. 1912)
- Elsie Cameron Corbett, militare britannica (n. 1893)
- Vito Antonio Di Cagno, imprenditore e politico italiano (n. 1897)
- Alice Domon, monaca cristiana francese (n. 1937)
- Tom Dragna, mafioso italiano (n. 1889)
- Lidio Ettorre, anarchico italiano (n. 1893)
- Remo Fabbri, pittore italiano (n. 1890)
- Konstantin Aleksandrovič Fedin, scrittore sovietico (n. 1892)
- Franco Monicelli, drammaturgo, giornalista e sceneggiatore italiano (n. 1912)
- Naum Gabo, scultore, pittore e scenografo russo (n. 1890)
- Tomaso Gropallo, scrittore italiano (n. 1898)
- Mario Gros, disegnatore e pittore italiano (n. 1888)
- Aramis Guelfi, politico italiano (n. 1905)
- Karl Krof, calciatore austriaco (n. 1888)
- József Künsztler, allenatore di calcio e calciatore ungherese (n. 1897)
- Betto Lotti, pittore e incisore italiano (n. 1894)
- Michele Marelli, architetto e designer italiano (n. 1897)
- Adelmo Maribelli, pittore italiano (n. 1910)
- Joan Matamala, scultore spagnolo (n. 1893)
- Maria Teresa Mazzei Fabbricotti, pittrice italiana (n. 1893)
- Cristoforo Mercati, scrittore, pittore e poeta italiano (n. 1908)
- Frank Mouncer, calciatore inglese (n. 1920)
- Dina Proničeva, attrice ucraina (n. 1911)
- Ingrun Helgard Möckel, modella tedesca (n. 1942)
- Salvatore Nicolosi Sciuto, prete, compositore e organista italiano (n. 1885)
- Arrigo Olivetti, dirigente d'azienda e politico italiano (n. 1889)
- Reg Osborne, calciatore inglese (n. 1898)
- Rina Breda Paltrinieri, scrittrice, commediografa e insegnante italiana (n. 1891)
- Odoacre Pardini, calciatore e allenatore di calcio italiano (n. 1904)
- Eraldo Patrucco, calciatore italiano (n. 1906)
- Tullio Pavolini, dirigente sportivo italiano
- Stanislao Pecci, nobile e diplomatico italiano (n. 1891)
- Julian Pękala, vescovo vetero-cattolico polacco (n. 1904)
- Ferdinando Peretti, imprenditore italiano (n. 1896)
- Mary Pittaluga, storica dell'arte italiana (n. 1891)
- María Ponce, attivista argentina (n. 1924)
- Salvatore Pucci, compositore, direttore di banda e editore italiano (n. 1894)
- José Quintanilla, calciatore salvadoregno (n. 1947)
- Giulio Raffaele, medico italiano (n. 1895)
- Rosa Ramalho, ceramista portoghese (n. 1888)
- Walter Rethel, progettista, imprenditore e ingegnere aeronautico tedesco (n. 1892)
- Raffaello Riccardi, politico e dirigente sportivo italiano (n. 1899)
- Abdollah Saedi, calciatore iraniano (n. 1942)
- Joseph Chhmar Salas, vescovo cattolico cambogiano (n. 1937)
- Angelo Simion, politico italiano
- Song Junfu, allenatore di pallacanestro cinese (n. 1897)
- Mario Spagnoli, imprenditore italiano (n. 1900)
- Willibald Stejskal, allenatore di calcio e calciatore austriaco (n. 1896)
- Henri Stoelen, pallanuotista belga (n. 1906)
- Dolores Tamburini, montatrice italiana (n. 1911)
- Watcyn Thomas, rugbista a 15 gallese (n. 1906)
- Bill Tilman, alpinista e esploratore britannico (n. 1898)
- Federico Trecco, politico e militare italiano (n. 1893)
- Augusto Ugolini, generale e militare italiano (n. 1887)
- Pierre Vermetten, pallanuotista belga (n. 1895)
- Azucena Villaflor, attivista argentina (n. 1924)
- Carl Wagner, chimico tedesco (n. 1901)
- Ellis Wilson, artista statunitense (n. 1899)
- Leon J. Wood, teologo e biblista statunitense (n. 1918)
- Armando Zanetti, giornalista e antifascista italiano (n. 1890)
- Aleksander Zawisza, politico polacco (n. 1896)
- Sa'd bin Sa'ud Al Sa'ud, principe, politico e militare saudita (n. 1924)
- Muhammad Husayn al-Dhahabi, docente e politico egiziano (n. 1915)